# Llista d'asteroides (353001-354000)
Llista d'asteroides del 353.001 al 354.000, amb data de descoberta i descobridor. És un fragment de la llista d'asteroides completa. Als asteroides se'ls dona un número quan es confirma la seva òrbita, per tant apareixen llistats aproximadament segons la data de descobriment.

## 353001-353100
| Nom    | Designació provisional | Data de descobriment   | Lloc de descobriment | Descobridor/s          |
| ------ | ---------------------- | ---------------------- | -------------------- | ---------------------- |
| 353001 | 2009 BX125             | 29 de gener de 2009    | Kitt Peak            | Spacewatch             |
| 353002 | 2009 BC127             | 29 de gener de 2009    | Kitt Peak            | Spacewatch             |
| 353003 | 2009 BK129             | 30 de gener de 2009    | Mount Lemmon         | Mt. Lemmon Survey      |
| 353004 | 2009 BH141             | 30 de gener de 2009    | Kitt Peak            | Spacewatch             |
| 353005 | 2009 BQ143             | 30 de gener de 2009    | Kitt Peak            | Spacewatch             |
| 353006 | 2009 BQ145             | 17 de març de 2005     | Mount Lemmon         | Mt. Lemmon Survey      |
| 353007 | 2009 BE149             | 31 de gener de 2009    | Kitt Peak            | Spacewatch             |
| 353008 | 2009 BV150             | 28 de gener de 2009    | Catalina             | CSS                    |
| 353009 | 2009 BJ152             | 28 de gener de 2009    | Catalina             | CSS                    |
| 353010 | 2009 BH156             | 31 de gener de 2009    | Kitt Peak            | Spacewatch             |
| 353011 | 2009 BY156             | 31 de gener de 2009    | Kitt Peak            | Spacewatch             |
| 353012 | 2009 BP161             | 31 de gener de 2009    | Purple Mountain      | PMO NEO Survey Program |
| 353013 | 2009 BD163             | 31 de gener de 2009    | Kitt Peak            | Spacewatch             |
| 353014 | 2009 BF166             | 31 de gener de 2009    | Kitt Peak            | Spacewatch             |
| 353015 | 2009 BM167             | 29 de gener de 2009    | Catalina             | CSS                    |
| 353016 | 2009 BX169             | 18 de gener de 2009    | Kitt Peak            | Spacewatch             |
| 353017 | 2009 BE170             | 17 de gener de 2009    | Kitt Peak            | Spacewatch             |
| 353018 | 2009 BX170             | 16 de gener de 2009    | Kitt Peak            | Spacewatch             |
| 353019 | 2009 BU173             | 20 de gener de 2009    | Kitt Peak            | Spacewatch             |
| 353020 | 2009 BN174             | 25 de gener de 2009    | Kitt Peak            | Spacewatch             |
| 353021 | 2009 BK175             | 6 d'octubre de 2008    | Mount Lemmon         | Mt. Lemmon Survey      |
| 353022 | 2009 BF178             | 31 de gener de 2009    | Kitt Peak            | Spacewatch             |
| 353023 | 2009 BY180             | 28 de gener de 2009    | Catalina             | CSS                    |
| 353024 | 2009 BW182             | 20 de gener de 2009    | Mount Lemmon         | Mt. Lemmon Survey      |
| 353025 | 2009 BV186             | 25 de gener de 2009    | Socorro              | LINEAR                 |
| 353026 | 2009 BJ188             | 19 de gener de 2009    | Catalina             | CSS                    |
| 353027 | 2009 CX7               | 1 de febrer de 2009    | Mount Lemmon         | Mt. Lemmon Survey      |
| 353028 | 2009 CV15              | 3 de febrer de 2009    | Kitt Peak            | Spacewatch             |
| 353029 | 2009 CH17              | 2 de febrer de 2009    | Kitt Peak            | Spacewatch             |
| 353030 | 2009 CJ21              | 1 de febrer de 2009    | Kitt Peak            | Spacewatch             |
| 353031 | 2009 CX22              | 1 de febrer de 2009    | Kitt Peak            | Spacewatch             |
| 353032 | 2009 CL25              | 1 de febrer de 2009    | Kitt Peak            | Spacewatch             |
| 353033 | 2009 CX27              | 1 de febrer de 2009    | Kitt Peak            | Spacewatch             |
| 353034 | 2009 CZ29              | 1 de febrer de 2009    | Kitt Peak            | Spacewatch             |
| 353035 | 2009 CG32              | 1 de febrer de 2009    | Kitt Peak            | Spacewatch             |
| 353036 | 2009 CQ34              | 17 de gener de 2009    | Kitt Peak            | Spacewatch             |
| 353037 | 2009 CY40              | 13 de febrer de 2009   | Kitt Peak            | Spacewatch             |
| 353038 | 2009 CW43              | 14 de febrer de 2009   | Mount Lemmon         | Mt. Lemmon Survey      |
| 353039 | 2009 CM46              | 14 de febrer de 2009   | Kitt Peak            | Spacewatch             |
| 353040 | 2009 CO47              | 14 de febrer de 2009   | Kitt Peak            | Spacewatch             |
| 353041 | 2009 CO51              | 14 de febrer de 2009   | La Sagra             | La Sagra               |
| 353042 | 2009 CP53              | 14 de febrer de 2009   | La Sagra             | La Sagra               |
| 353043 | 2009 CG59              | 5 de febrer de 2009    | Kitt Peak            | Spacewatch             |
| 353044 | 2009 DU1               | 14 de setembre de 2003 | Palomar              | NEAT                   |
| 353045 | 2009 DT9               | 18 de febrer de 2009   | Socorro              | LINEAR                 |
| 353046 | 2009 DZ14              | 20 de febrer de 2009   | Calvin-Rehoboth      | Calvin College         |
| 353047 | 2009 DP25              | 21 de febrer de 2009   | Mount Lemmon         | Mt. Lemmon Survey      |
| 353048 | 2009 DG26              | 17 de febrer de 2009   | Socorro              | LINEAR                 |
| 353049 | 2009 DN28              | 1 de febrer de 2009    | Kitt Peak            | Spacewatch             |
| 353050 | 2009 DZ35              | 20 de febrer de 2009   | Kitt Peak            | Spacewatch             |
| 353051 | 2009 DA42              | 19 de febrer de 2009   | La Sagra             | La Sagra               |
| 353052 | 2009 DN42              | 18 de febrer de 2009   | La Sagra             | La Sagra               |
| 353053 | 2009 DT45              | 25 de gener de 2009    | Kitt Peak            | Spacewatch             |
| 353054 | 2009 DJ49              | 19 de febrer de 2009   | Kitt Peak            | Spacewatch             |
| 353055 | 2009 DU50              | 19 de febrer de 2009   | Kitt Peak            | Spacewatch             |
| 353056 | 2009 DK52              | 22 de febrer de 2009   | Kitt Peak            | Spacewatch             |
| 353057 | 2009 DC54              | 22 de febrer de 2009   | Kitt Peak            | Spacewatch             |
| 353058 | 2009 DM56              | 22 de febrer de 2009   | Kitt Peak            | Spacewatch             |
| 353059 | 2009 DV58              | 22 de febrer de 2009   | Kitt Peak            | Spacewatch             |
| 353060 | 2009 DB64              | 22 de febrer de 2009   | Kitt Peak            | Spacewatch             |
| 353061 | 2009 DM65              | 22 de febrer de 2009   | Kitt Peak            | Spacewatch             |
| 353062 | 2009 DZ66              | 24 de febrer de 2009   | Mount Lemmon         | Mt. Lemmon Survey      |
| 353063 | 2009 DJ69              | 26 de febrer de 2009   | Catalina             | CSS                    |
| 353064 | 2009 DO71              | 19 de febrer de 2009   | La Sagra             | La Sagra               |
| 353065 | 2009 DZ75              | 21 de febrer de 2009   | Mount Lemmon         | Mt. Lemmon Survey      |
| 353066 | 2009 DG77              | 22 de febrer de 2009   | La Sagra             | La Sagra               |
| 353067 | 2009 DU78              | 21 de febrer de 2009   | Kitt Peak            | Spacewatch             |
| 353068 | 2009 DY78              | 21 de febrer de 2009   | Kitt Peak            | Spacewatch             |
| 353069 | 2009 DJ82              | 24 de febrer de 2009   | Kitt Peak            | Spacewatch             |
| 353070 | 2009 DJ83              | 24 de febrer de 2009   | Kitt Peak            | Spacewatch             |
| 353071 | 2009 DP83              | 24 de febrer de 2009   | Kitt Peak            | Spacewatch             |
| 353072 | 2009 DZ86              | 27 de febrer de 2009   | Kitt Peak            | Spacewatch             |
| 353073 | 2009 DE88              | 27 de febrer de 2009   | Kitt Peak            | Spacewatch             |
| 353074 | 2009 DA92              | 27 de febrer de 2009   | Kitt Peak            | Spacewatch             |
| 353075 | 2009 DO94              | 28 de febrer de 2009   | Mount Lemmon         | Mt. Lemmon Survey      |
| 353076 | 2009 DG95              | 28 de febrer de 2009   | Kitt Peak            | Spacewatch             |
| 353077 | 2009 DH95              | 28 de febrer de 2009   | Hibiscus             | N. Teamo               |
| 353078 | 2009 DV98              | 26 de febrer de 2009   | Kitt Peak            | Spacewatch             |
| 353079 | 2009 DD104             | 26 de febrer de 2009   | Kitt Peak            | Spacewatch             |
| 353080 | 2009 DE104             | 26 de febrer de 2009   | Kitt Peak            | Spacewatch             |
| 353081 | 2009 DN105             | 26 de febrer de 2009   | Kitt Peak            | Spacewatch             |
| 353082 | 2009 DU105             | 26 de febrer de 2009   | Kitt Peak            | Spacewatch             |
| 353083 | 2009 DG106             | 27 de febrer de 2009   | Catalina             | CSS                    |
| 353084 | 2009 DK111             | 24 de febrer de 2009   | Catalina             | CSS                    |
| 353085 | 2009 DO112             | 26 de febrer de 2009   | Catalina             | CSS                    |
| 353086 | 2009 DV114             | 26 de febrer de 2009   | Mount Lemmon         | Mt. Lemmon Survey      |
| 353087 | 2009 DB115             | 26 de febrer de 2009   | Catalina             | CSS                    |
| 353088 | 2009 DF118             | 27 de febrer de 2009   | Kitt Peak            | Spacewatch             |
| 353089 | 2009 DV120             | 27 de febrer de 2009   | Kitt Peak            | Spacewatch             |
| 353090 | 2009 DR134             | 28 de febrer de 2009   | Kitt Peak            | Spacewatch             |
| 353091 | 2009 DB137             | 28 de febrer de 2009   | Kitt Peak            | Spacewatch             |
| 353092 | 2009 DP139             | 25 de febrer de 2009   | Siding Spring        | Siding Spring Survey   |
| 353093 | 2009 DA141             | 27 de febrer de 2009   | Catalina             | CSS                    |
| 353094 | 2009 DC141             | 19 de febrer de 2009   | Kitt Peak            | Spacewatch             |
| 353095 | 2009 DE141             | 19 de febrer de 2009   | Kitt Peak            | Spacewatch             |
| 353096 | 2009 ED12              | 2 de març de 2009      | Kitt Peak            | Spacewatch             |
| 353097 | 2009 EP14              | 15 de març de 2009     | Kitt Peak            | Spacewatch             |
| 353098 | 2009 EX14              | 15 de març de 2009     | Kitt Peak            | Spacewatch             |
| 353099 | 2009 EM16              | 15 de març de 2009     | Kitt Peak            | Spacewatch             |
| 353100 | 2009 EF17              | 15 de març de 2009     | Kitt Peak            | Spacewatch             |

## 353101-353200
| Nom          | Designació provisional | Data de descobriment   | Lloc de descobriment | Descobridor/s             |
| ------------ | ---------------------- | ---------------------- | -------------------- | ------------------------- |
| 353101       | 2009 ET18              | 15 de març de 2009     | Kitt Peak            | Spacewatch                |
| 353102       | 2009 EZ19              | 15 de març de 2009     | Catalina             | CSS                       |
| 353103       | 2009 EK22              | 25 d'octubre de 2001   | Apache Point         | Sloan Digital Sky Survey  |
| 353104       | 2009 ET22              | 3 de març de 2009      | Kitt Peak            | Spacewatch                |
| 353105       | 2009 EG24              | 1 de març de 2009      | Kitt Peak            | Spacewatch                |
| 353106       | 2009 EM26              | 15 de març de 2009     | Charleston           | Charleston                |
| 353107       | 2009 EP28              | 3 de març de 2009      | Catalina             | CSS                       |
| 353108       | 2009 FV1               | 17 de març de 2009     | Bisei SG Center      | BATTeRS                   |
| 353109       | 2009 FV2               | 18 de març de 2009     | Dauban               | F. Kugel                  |
| 353110       | 2009 FA3               | 16 de febrer de 2004   | Kitt Peak            | Spacewatch                |
| 353111       | 2009 FR7               | 24 de febrer de 2009   | Kitt Peak            | Spacewatch                |
| 353112       | 2009 FO8               | 16 de març de 2009     | Kitt Peak            | Spacewatch                |
| 353113       | 2009 FV13              | 16 de març de 2009     | Dauban               | F. Kugel                  |
| 353114       | 2009 FR14              | 20 de març de 2009     | Vicques              | M. Ory                    |
| 353115       | 2009 FW15              | 17 de març de 2009     | Kitt Peak            | Spacewatch                |
| 353116       | 2009 FL19              | 21 de març de 2009     | Vicques              | M. Ory                    |
| 353117       | 2009 FE24              | 20 de març de 2009     | La Sagra             | La Sagra                  |
| 353118       | 2009 FJ24              | 20 de març de 2009     | La Sagra             | La Sagra                  |
| 353119       | 2009 FJ26              | 1 de març de 2009      | Kitt Peak            | Spacewatch                |
| 353120       | 2009 FC37              | 24 de març de 2009     | Mount Lemmon         | Mt. Lemmon Survey         |
| 353121       | 2009 FO37              | 24 de març de 2009     | Mount Lemmon         | Mt. Lemmon Survey         |
| 353122       | 2009 FF50              | 28 de març de 2009     | Catalina             | CSS                       |
| 353123       | 2009 FW50              | 28 de març de 2009     | Kitt Peak            | Spacewatch                |
| 353124       | 2009 FZ50              | 28 de març de 2009     | Kitt Peak            | Spacewatch                |
| 353125       | 2009 FK51              | 28 de març de 2009     | Mount Lemmon         | Mt. Lemmon Survey         |
| 353126       | 2009 FA58              | 19 de febrer de 2009   | Kitt Peak            | Spacewatch                |
| 353127       | 2009 FR58              | 21 de març de 2009     | Mount Lemmon         | Mt. Lemmon Survey         |
| 353128       | 2009 FZ58              | 22 de març de 2009     | Mount Lemmon         | Mt. Lemmon Survey         |
| 353129       | 2009 FS59              | 28 de març de 2009     | Catalina             | CSS                       |
| 353130       | 2009 FU59              | 29 de març de 2009     | Catalina             | CSS                       |
| 353131       | 2009 FX61              | 19 de març de 2009     | Kitt Peak            | Spacewatch                |
| 353132       | 2009 FS67              | 21 de març de 2009     | Kitt Peak            | Spacewatch                |
| 353133       | 2009 FZ67              | 31 de març de 2009     | Kitt Peak            | Spacewatch                |
| 353134       | 2009 FP71              | 31 de març de 2009     | Catalina             | CSS                       |
| 353135       | 2009 FR71              | 23 de març de 2009     | Mount Lemmon         | Mt. Lemmon Survey         |
| 353136       | 2009 FW75              | 23 de març de 2009     | Kitt Peak            | Spacewatch                |
| 353137       | 2009 GU1               | 12 d'abril de 2009     | Altschwendt          | W. Ries                   |
| 353138       | 2009 GX4               | 15 d'abril de 2009     | Siding Spring        | Siding Spring Survey      |
| 353139       | 2009 HG4               | 17 d'abril de 2009     | Kitt Peak            | Spacewatch                |
| 353140       | 2009 HE5               | 17 d'abril de 2009     | Kitt Peak            | Spacewatch                |
| 353141       | 2009 HK8               | 17 d'abril de 2009     | Kitt Peak            | Spacewatch                |
| 353142       | 2009 HR8               | 17 d'abril de 2009     | Kitt Peak            | Spacewatch                |
| 353143       | 2009 HT11              | 19 d'abril de 2009     | Kitt Peak            | Spacewatch                |
| 353144       | 2009 HV12              | 16 d'abril de 2009     | Catalina             | CSS                       |
| 353145       | 2009 HJ16              | 18 d'abril de 2009     | Kitt Peak            | Spacewatch                |
| 353146       | 2009 HS16              | 18 d'abril de 2009     | Kitt Peak            | Spacewatch                |
| 353147       | 2009 HT26              | 11 de gener de 2008    | Mount Lemmon         | Mt. Lemmon Survey         |
| 353148       | 2009 HU28              | 18 d'abril de 2009     | Catalina             | CSS                       |
| 353149       | 2009 HS34              | 20 d'abril de 2009     | Kitt Peak            | Spacewatch                |
| 353150       | 2009 HH39              | 18 d'abril de 2009     | Kitt Peak            | Spacewatch                |
| 353151       | 2009 HY41              | 20 d'abril de 2009     | Kitt Peak            | Spacewatch                |
| 353152       | 2009 HM42              | 20 d'abril de 2009     | Kitt Peak            | Spacewatch                |
| 353153       | 2009 HN48              | 19 d'abril de 2009     | Kitt Peak            | Spacewatch                |
| 353154       | 2009 HT48              | 19 d'abril de 2009     | Catalina             | CSS                       |
| 353155       | 2009 HN63              | 22 d'abril de 2009     | Mount Lemmon         | Mt. Lemmon Survey         |
| 353156       | 2009 HK64              | 22 d'abril de 2009     | Kitt Peak            | Spacewatch                |
| 353157       | 2009 HG65              | 23 d'abril de 2009     | Kitt Peak            | Spacewatch                |
| 353158       | 2009 HY65              | 23 d'abril de 2009     | Kitt Peak            | Spacewatch                |
| 353159       | 2009 HE70              | 2 d'octubre de 2006    | Mount Lemmon         | Mt. Lemmon Survey         |
| 353160       | 2009 HW73              | 19 d'abril de 2009     | Catalina             | CSS                       |
| 353161       | 2009 HX84              | 27 d'abril de 2009     | Purple Mountain      | PMO NEO Survey Program    |
| 353162       | 2009 HT89              | 29 d'abril de 2009     | Kitt Peak            | Spacewatch                |
| 353163       | 2009 HR100             | 30 d'abril de 2009     | Kitt Peak            | Spacewatch                |
| 353164       | 2009 HE104             | 21 d'abril de 2009     | Kitt Peak            | Spacewatch                |
| 353165       | 2009 HQ106             | 3 de maig de 2005      | Kitt Peak            | Spacewatch                |
| 353166       | 2009 JP6               | 13 de maig de 2009     | Kitt Peak            | Spacewatch                |
| 353167       | 2009 JU17              | 2 de maig de 2009      | Mount Lemmon         | Mt. Lemmon Survey         |
| 353168       | 2009 KR3               | 17 de maig de 2009     | Kitt Peak            | Spacewatch                |
| 353169       | 2009 KE4               | 24 de maig de 2009     | Catalina             | CSS                       |
| 353170       | 2009 KH6               | 11 de novembre de 2006 | Kitt Peak            | Spacewatch                |
| 353171       | 2009 LU                | 11 de juny de 2009     | La Sagra             | La Sagra                  |
| 353172       | 2009 LG3               | 12 de juny de 2009     | Kitt Peak            | Spacewatch                |
| 353173       | 2009 LZ4               | 14 de juny de 2009     | Kitt Peak            | Spacewatch                |
| 353174       | 2009 MQ1               | 16 de maig de 2009     | Kitt Peak            | Spacewatch                |
| 353175       | 2009 ML3               | 19 de juny de 2009     | Kitt Peak            | Spacewatch                |
| 353176       | 2009 MA7               | 23 de juny de 2009     | Dauban               | F. Kugel                  |
| 353177       | 2009 OF21              | 29 de juliol de 2009   | La Sagra             | La Sagra                  |
| 353178       | 2009 QK59              | 28 d'agost de 2009     | Kitt Peak            | Spacewatch                |
| 353179       | 2009 RA12              | 12 de setembre de 2009 | Kitt Peak            | Spacewatch                |
| 353180       | 2009 RG14              | 12 de setembre de 2009 | Kitt Peak            | Spacewatch                |
| 353181       | 2009 RW31              | 14 de febrer de 2002   | Kitt Peak            | Spacewatch                |
| 353182       | 2009 RR63              | 15 de setembre de 2009 | Kitt Peak            | Spacewatch                |
| 353183       | 2009 RF64              | 15 de setembre de 2009 | Kitt Peak            | Spacewatch                |
| 353184       | 2009 RQ64              | 15 de setembre de 2009 | Kitt Peak            | Spacewatch                |
| 353185       | 2009 RT64              | 15 de setembre de 2009 | Kitt Peak            | Spacewatch                |
| 353186       | 2009 RR67              | 4 de setembre de 2008  | Kitt Peak            | Spacewatch                |
| 353187       | 2009 RK68              | 20 de setembre de 2008 | Mount Lemmon         | Mt. Lemmon Survey         |
| 353188       | 2009 RR68              | 15 de setembre de 2009 | Kitt Peak            | Spacewatch                |
| 353189 Iasus | 2009 RQ76              | 13 de setembre de 2009 | Palomar              | Palomar Transient Factory |
| 353190       | 2009 ST                | 16 de setembre de 2009 | Mount Lemmon         | Mt. Lemmon Survey         |
| 353191       | 2009 SJ48              | 16 de setembre de 2009 | Kitt Peak            | Spacewatch                |
| 353192       | 2009 ST50              | 17 de setembre de 2009 | Kitt Peak            | Spacewatch                |
| 353193       | 2009 SH58              | 13 de febrer de 2002   | Apache Point         | Sloan Digital Sky Survey  |
| 353194       | 2009 SM100             | 17 de setembre de 2009 | Moletai              | K. Cernis, J. Zdanavicius |
| 353195       | 2009 SP119             | 13 de febrer de 2002   | Apache Point         | Sloan Digital Sky Survey  |
| 353196       | 2009 SF156             | 4 de setembre de 2008  | Kitt Peak            | Spacewatch                |
| 353197       | 2009 SW185             | 21 de setembre de 2009 | Kitt Peak            | Spacewatch                |
| 353198       | 2009 SB200             | 7 de setembre de 2008  | Mount Lemmon         | Mt. Lemmon Survey         |
| 353199       | 2009 SU211             | 23 de setembre de 2009 | Mount Lemmon         | Mt. Lemmon Survey         |
| 353200       | 2009 SA246             | 17 de setembre de 2009 | Kitt Peak            | Spacewatch                |

## 353201-353300
| Nom           | Designació provisional | Data de descobriment   | Lloc de descobriment | Descobridor/s        |
| ------------- | ---------------------- | ---------------------- | -------------------- | -------------------- |
| 353201        | 2009 SP246             | 17 de setembre de 2009 | Kitt Peak            | Spacewatch           |
| 353202        | 2009 SB254             | 26 de setembre de 2009 | Kitt Peak            | Spacewatch           |
| 353203        | 2009 SJ264             | 23 de setembre de 2009 | Mount Lemmon         | Mt. Lemmon Survey    |
| 353204        | 2009 SR281             | 25 de setembre de 2009 | Kitt Peak            | Spacewatch           |
| 353205        | 2009 SN318             | 20 de setembre de 2009 | Kitt Peak            | Spacewatch           |
| 353206        | 2009 SY326             | 20 de setembre de 2009 | Catalina             | CSS                  |
| 353207        | 2009 SB330             | 17 de setembre de 2009 | Mount Lemmon         | Mt. Lemmon Survey    |
| 353208        | 2009 SZ353             | 17 de setembre de 2009 | Kitt Peak            | Spacewatch           |
| 353209        | 2009 SC354             | 28 de setembre de 2009 | Mount Lemmon         | Mt. Lemmon Survey    |
| 353210        | 2009 SO355             | 18 de setembre de 2009 | Catalina             | CSS                  |
| 353211        | 2009 SQ355             | 20 de setembre de 2009 | Kitt Peak            | Spacewatch           |
| 353212        | 2009 SB356             | 24 d'abril de 2003     | Kitt Peak            | Spacewatch           |
| 353213        | 2009 SY356             | 18 de setembre de 2009 | Kitt Peak            | Spacewatch           |
| 353214        | 2009 TA3               | 12 d'octubre de 2009   | Socorro              | LINEAR               |
| 353215        | 2009 TE12              | 14 d'octubre de 2009   | Catalina             | CSS                  |
| 353216        | 2009 UQ16              | 17 d'octubre de 2009   | Catalina             | CSS                  |
| 353217        | 2009 UG60              | 28 de setembre de 2009 | Kitt Peak            | Spacewatch           |
| 353218        | 2009 UN67              | 17 d'octubre de 2009   | Mount Lemmon         | Mt. Lemmon Survey    |
| 353219        | 2009 UZ91              | 27 d'octubre de 2009   | Catalina             | CSS                  |
| 353220        | 2009 WM166             | 21 de novembre de 2009 | Mount Lemmon         | Mt. Lemmon Survey    |
| 353221        | 2009 YV                | 16 de novembre de 1998 | Kitt Peak            | Spacewatch           |
| 353222        | 2009 YD7               | 16 de desembre de 2009 | La Silla             | D. L. Rabinowitz     |
| 353223        | 2010 AT4               | 3 de setembre de 2004  | Siding Spring        | Siding Spring Survey |
| 353224        | 2010 AP30              | 5 de gener de 2010     | Kitt Peak            | Spacewatch           |
| 353225        | 2010 AO32              | 6 de gener de 2010     | Kitt Peak            | Spacewatch           |
| 353226        | 2010 AF94              | 18 de juliol de 2007   | Mount Lemmon         | Mt. Lemmon Survey    |
| 353227        | 2010 AP119             | 1 d'octubre de 2009    | Mount Lemmon         | Mt. Lemmon Survey    |
| 353228        | 2010 AC121             | 17 de setembre de 2009 | Mount Lemmon         | Mt. Lemmon Survey    |
| 353229        | 2010 AA122             | 14 de gener de 2010    | WISE                 | WISE                 |
| 353230        | 2010 BJ35              | 3 de setembre de 2008  | Kitt Peak            | Spacewatch           |
| 353231        | 2010 BA68              | 22 de gener de 2010    | WISE                 | WISE                 |
| 353232Nolwenn | 2010 CB12              | 6 de febrer de 2010    | Mayhill              | S. Kurti             |
| 353233        | 2010 CV40              | 13 de febrer de 2010   | Kitt Peak            | Spacewatch           |
| 353234        | 2010 CT44              | 5 de gener de 2003     | Kitt Peak            | Spacewatch           |
| 353235        | 2010 CO47              | 12 de febrer de 2010   | WISE                 | WISE                 |
| 353236        | 2010 CL65              | 9 de febrer de 2010    | Kitt Peak            | Spacewatch           |
| 353237        | 2010 CQ93              | 14 de febrer de 2010   | Kitt Peak            | Spacewatch           |
| 353238        | 2010 CM94              | 14 de febrer de 2010   | Kitt Peak            | Spacewatch           |
| 353239        | 2010 CN107             | 14 de febrer de 2010   | Kitt Peak            | Spacewatch           |
| 353240        | 2010 CS107             | 14 de febrer de 2010   | Kitt Peak            | Spacewatch           |
| 353241        | 2010 CA108             | 14 de febrer de 2010   | Kitt Peak            | Spacewatch           |
| 353242        | 2010 CX120             | 15 de febrer de 2010   | Catalina             | CSS                  |
| 353243        | 2010 CZ123             | 15 de febrer de 2010   | Catalina             | CSS                  |
| 353244        | 2010 CF146             | 15 de febrer de 2010   | Mount Lemmon         | Mt. Lemmon Survey    |
| 353245        | 2010 CX170             | 13 de febrer de 2010   | Kitt Peak            | Spacewatch           |
| 353246        | 2010 DX33              | 20 de febrer de 2010   | WISE                 | WISE                 |
| 353247        | 2010 DF54              | 23 de febrer de 2010   | WISE                 | WISE                 |
| 353248        | 2010 EV36              | 12 de març de 2010     | Mount Lemmon         | Mt. Lemmon Survey    |
| 353249        | 2010 EP37              | 12 de gener de 2010    | Kitt Peak            | Spacewatch           |
| 353250        | 2010 EX37              | 12 de març de 2010     | Mount Lemmon         | Mt. Lemmon Survey    |
| 353251        | 2010 EZ37              | 12 de març de 2010     | Mount Lemmon         | Mt. Lemmon Survey    |
| 353252        | 2010 EU39              | 11 de març de 2010     | La Sagra             | La Sagra             |
| 353253        | 2010 EQ42              | 4 de març de 2010      | Catalina             | CSS                  |
| 353254        | 2010 EG69              | 31 de gener de 2006    | Kitt Peak            | Spacewatch           |
| 353255        | 2010 ER69              | 13 de març de 2010     | Catalina             | CSS                  |
| 353256        | 2010 EE78              | 8 de gener de 2010     | Mount Lemmon         | Mt. Lemmon Survey    |
| 353257        | 2010 EF81              | 12 de març de 2010     | Mount Lemmon         | Mt. Lemmon Survey    |
| 353258        | 2010 EJ83              | 20 d'octubre de 2008   | Mount Lemmon         | Mt. Lemmon Survey    |
| 353259        | 2010 EK86              | 13 de març de 2010     | Kitt Peak            | Spacewatch           |
| 353260        | 2010 EN105             | 12 de març de 2010     | Mount Lemmon         | Mt. Lemmon Survey    |
| 353261        | 2010 EA107             | 12 de març de 2010     | Kitt Peak            | Spacewatch           |
| 353262        | 2010 ES107             | 12 de març de 2010     | Kitt Peak            | Spacewatch           |
| 353263        | 2010 EE109             | 14 de març de 2010     | Kitt Peak            | Spacewatch           |
| 353264        | 2010 EM111             | 15 de març de 2010     | Kitt Peak            | Spacewatch           |
| 353265        | 2010 EC112             | 12 de març de 2010     | Kitt Peak            | Spacewatch           |
| 353266        | 2010 EX112             | 13 de març de 2010     | Kitt Peak            | Spacewatch           |
| 353267        | 2010 EY112             | 13 de març de 2010     | Kitt Peak            | Spacewatch           |
| 353268        | 2010 ED126             | 13 de març de 2010     | Catalina             | CSS                  |
| 353269        | 2010 EB127             | 15 de març de 2010     | Catalina             | CSS                  |
| 353270        | 2010 EB135             | 12 de març de 2010     | Kitt Peak            | Spacewatch           |
| 353271        | 2010 ER135             | 13 de març de 2010     | Kitt Peak            | Spacewatch           |
| 353272        | 2010 EP142             | 8 de març de 2000      | Kitt Peak            | Spacewatch           |
| 353273        | 2010 FM24              | 18 de març de 2010     | Kitt Peak            | Spacewatch           |
| 353274        | 2010 FX27              | 20 de març de 2010     | Catalina             | CSS                  |
| 353275        | 2010 FQ55              | 25 de març de 2010     | Mount Lemmon         | Mt. Lemmon Survey    |
| 353276        | 2010 FL83              | 19 de març de 2010     | Mount Lemmon         | Mt. Lemmon Survey    |
| 353277        | 2010 FP84              | 15 de març de 2010     | Mount Lemmon         | Mt. Lemmon Survey    |
| 353278        | 2010 FS84              | 26 de març de 2010     | Kitt Peak            | Spacewatch           |
| 353279        | 2010 FO91              | 26 de gener de 2006    | Mount Lemmon         | Mt. Lemmon Survey    |
| 353280        | 2010 FY92              | 21 de març de 2010     | Kitt Peak            | Spacewatch           |
| 353281        | 2010 FN95              | 25 de març de 2010     | Kitt Peak            | Spacewatch           |
| 353282        | 2010 GZ27              | 6 d'abril de 2010      | Mount Lemmon         | Mt. Lemmon Survey    |
| 353283        | 2010 GW30              | 28 d'octubre de 2008   | Kitt Peak            | Spacewatch           |
| 353284        | 2010 GH31              | 9 de gener de 2010     | WISE                 | WISE                 |
| 353285        | 2010 GM35              | 29 d'octubre de 2008   | Kitt Peak            | Spacewatch           |
| 353286        | 2010 GM75              | 8 d'abril de 2010      | Crni Vrh             | Crni Vrh             |
| 353287        | 2010 GA78              | 8 de gener de 2002     | Haleakala            | NEAT                 |
| 353288        | 2010 GO97              | 7 d'abril de 2010      | Kitt Peak            | Spacewatch           |
| 353289        | 2010 GS106             | 8 d'abril de 2010      | Kitt Peak            | Spacewatch           |
| 353290        | 2010 GB123             | 3 d'abril de 2010      | Kitt Peak            | Spacewatch           |
| 353291        | 2010 GZ140             | 8 d'abril de 2010      | Kitt Peak            | Spacewatch           |
| 353292        | 2010 GQ145             | 9 d'abril de 2010      | Mount Lemmon         | Mt. Lemmon Survey    |
| 353293        | 2010 GU145             | 8 d'abril de 2010      | Catalina             | CSS                  |
| 353294        | 2010 GR154             | 15 d'abril de 2010     | WISE                 | WISE                 |
| 353295        | 2010 GO155             | 15 d'abril de 2010     | WISE                 | WISE                 |
| 353296        | 2010 GC157             | 9 d'abril de 2010      | Kitt Peak            | Spacewatch           |
| 353297        | 2010 HC21              | 28 d'octubre de 2008   | Catalina             | CSS                  |
| 353298        | 2010 HC46              | 23 d'abril de 2010     | WISE                 | WISE                 |
| 353299        | 2010 HF77              | 17 d'abril de 2010     | Mount Lemmon         | Mt. Lemmon Survey    |
| 353300        | 2010 HN78              | 20 d'abril de 2010     | Kitt Peak            | Spacewatch           |

## 353301-353400
| Nom    | Designació provisional | Data de descobriment   | Lloc de descobriment | Descobridor/s                                          |
| ------ | ---------------------- | ---------------------- | -------------------- | ------------------------------------------------------ |
| 353301 | 2010 HQ108             | 21 de febrer de 2006   | Mount Lemmon         | Mt. Lemmon Survey                                      |
| 353302 | 2010 HY108             | 26 d'abril de 2010     | Mount Lemmon         | Mt. Lemmon Survey                                      |
| 353303 | 2010 JV28              | 3 de maig de 2010      | Kitt Peak            | Spacewatch                                             |
| 353304 | 2010 JZ31              | 6 de maig de 2010      | Mount Lemmon         | Mt. Lemmon Survey                                      |
| 353305 | 2010 JF34              | 6 de maig de 2010      | Mount Lemmon         | Mt. Lemmon Survey                                      |
| 353306 | 2010 JW58              | 7 de maig de 2010      | WISE                 | WISE                                                   |
| 353307 | 2010 JZ76              | 7 de maig de 2010      | Mount Lemmon         | Mt. Lemmon Survey                                      |
| 353308 | 2010 JE77              | 11 de maig de 2010     | Mount Lemmon         | Mt. Lemmon Survey                                      |
| 353309 | 2010 JC79              | 8 de novembre de 2007  | Mount Lemmon         | Mt. Lemmon Survey                                      |
| 353310 | 2010 JW114             | 8 d'abril de 2010      | Catalina             | CSS                                                    |
| 353311 | 2010 JW125             | 21 de desembre de 2006 | Kitt Peak            | Spacewatch                                             |
| 353312 | 2010 JV127             | 13 de maig de 2010     | WISE                 | WISE                                                   |
| 353313 | 2010 JL152             | 7 de maig de 2010      | Mount Lemmon         | Mt. Lemmon Survey                                      |
| 353314 | 2010 JH161             | 21 d'octubre de 2006   | Mount Lemmon         | Mt. Lemmon Survey                                      |
| 353315 | 2010 KM8               | 27 de febrer de 2006   | Kitt Peak            | Spacewatch                                             |
| 353316 | 2010 KN17              | 17 de maig de 2010     | WISE                 | WISE                                                   |
| 353317 | 2010 KY36              | 20 de maig de 2010     | Mount Lemmon         | Mt. Lemmon Survey                                      |
| 353318 | 2010 KE51              | 22 de maig de 2010     | WISE                 | WISE                                                   |
| 353319 | 2010 KO94              | 27 de maig de 2010     | WISE                 | WISE                                                   |
| 353320 | 2010 LB                | 2 de març de 2010      | WISE                 | WISE                                                   |
| 353321 | 2010 LW8               | 28 de maig de 2000     | Socorro              | LINEAR                                                 |
| 353322 | 2010 LB10              | 2 de juny de 2010      | WISE                 | WISE                                                   |
| 353323 | 2010 LH29              | 6 de juny de 2010      | WISE                 | WISE                                                   |
| 353324 | 2010 LR34              | 9 de març de 2005      | Catalina             | CSS                                                    |
| 353325 | 2010 LQ63              | 6 de juny de 2010      | Kitt Peak            | Spacewatch                                             |
| 353326 | 2010 LR92              | 23 de març de 2003     | Kitt Peak            | Spacewatch                                             |
| 353327 | 2010 LB104             | 15 de juny de 2010     | Socorro              | LINEAR                                                 |
| 353328 | 2010 ME27              | 19 de juny de 2010     | WISE                 | WISE                                                   |
| 353329 | 2010 MG44              | 22 de juny de 2010     | WISE                 | WISE                                                   |
| 353330 | 2010 NT6               | 5 de juliol de 2010    | Mount Lemmon         | Mt. Lemmon Survey                                      |
| 353331 | 2010 NK17              | 28 de febrer de 2008   | Mount Lemmon         | Mt. Lemmon Survey                                      |
| 353332 | 2010 NX81              | 19 de novembre de 2007 | Mount Lemmon         | Mt. Lemmon Survey                                      |
| 353333 | 2010 OT71              | 25 de juliol de 2010   | WISE                 | WISE                                                   |
| 353334 | 2010 OY83              | 18 de gener de 2005    | Catalina             | CSS                                                    |
| 353335 | 2010 PD12              | 2 d'agost de 2010      | WISE                 | WISE                                                   |
| 353336 | 2010 PG26              | 10 d'agost de 2010     | Kitt Peak            | Spacewatch                                             |
| 353337 | 2010 PN42              | 17 de desembre de 2003 | Kitt Peak            | Spacewatch                                             |
| 353338 | 2010 RP16              | 31 de desembre de 2007 | Mount Lemmon         | Mt. Lemmon Survey                                      |
| 353339 | 2010 RD69              | 18 d'agost de 2001     | Palomar              | NEAT                                                   |
| 353340 | 2010 RL182             | 8 de gener de 2002     | Kitt Peak            | Spacewatch                                             |
| 353341 | 2010 TC133             | 10 de febrer de 2007   | Mount Lemmon         | Mt. Lemmon Survey                                      |
| 353342 | 2010 UJ77              | 13 d'octubre de 2010   | Mount Lemmon         | Mt. Lemmon Survey                                      |
| 353343 | 2010 VD5               | 2 d'octubre de 2010    | Mount Lemmon         | Mt. Lemmon Survey                                      |
| 353344 | 2010 VF21              | 9 de març de 2002      | Kitt Peak            | Spacewatch                                             |
| 353345 | 2010 VM73              | 15 de novembre de 1995 | Kitt Peak            | Spacewatch                                             |
| 353346 | 2010 VV78              | 28 de setembre de 2009 | Mount Lemmon         | Mt. Lemmon Survey                                      |
| 353347 | 2010 VB90              | 19 de setembre de 2009 | Kitt Peak            | Spacewatch                                             |
| 353348 | 2010 VR100             | 2 de febrer de 2001    | Kitt Peak            | Spacewatch                                             |
| 353349 | 2010 VT103             | 9 de setembre de 2007  | Mauna Kea            | D. D. Balam                                            |
| 353350 | 2010 VA116             | 28 de desembre de 2000 | Kitt Peak            | Spacewatch                                             |
| 353351 | 2010 VO138             | 27 de setembre de 2009 | Mount Lemmon         | Mt. Lemmon Survey                                      |
| 353352 | 2010 VK165             | 25 de setembre de 2009 | Kitt Peak            | Spacewatch                                             |
| 353353 | 2010 VS173             | 23 de març de 2003     | Kitt Peak            | Spacewatch                                             |
| 353354 | 2010 VC181             | 6 de setembre de 2008  | Mount Lemmon         | Mt. Lemmon Survey                                      |
| 353355 | 2010 VQ184             | 7 de setembre de 2008  | Mount Lemmon         | Mt. Lemmon Survey                                      |
| 353356 | 2010 VZ214             | 18 de setembre de 2009 | Kitt Peak            | Spacewatch                                             |
| 353357 | 2010 WD2               | 15 de novembre de 1998 | Kitt Peak            | Spacewatch                                             |
| 353358 | 2010 WG54              | 28 de setembre de 2008 | Mount Lemmon         | Mt. Lemmon Survey                                      |
| 353359 | 2010 WN60              | 21 d'abril de 2003     | Kitt Peak            | Spacewatch                                             |
| 353360 | 2010 WY67              | 24 d'agost de 2008     | Kitt Peak            | Spacewatch                                             |
| 353361 | 2010 XV24              | 8 de juny de 2005      | Kitt Peak            | Spacewatch                                             |
| 353362 | 2010 XS47              | 8 d'octubre de 2010    | Catalina             | CSS                                                    |
| 353363 | 2010 XP50              | 31 de març de 2003     | Anderson Mesa        | LONEOS                                                 |
| 353364 | 2010 XC77              | 17 de novembre de 2009 | Catalina             | CSS                                                    |
| 353365 | 2011 FJ9               | 27 de setembre de 2008 | Mount Lemmon         | Mt. Lemmon Survey                                      |
| 353366 | 2011 FH48              | 13 de setembre de 2005 | Catalina             | CSS                                                    |
| 353367 | 2011 GG62              | 30 d'abril de 2006     | Catalina             | CSS                                                    |
| 353368 | 2011 GT62              | 5 d'abril de 2003      | Kitt Peak            | Spacewatch                                             |
| 353369 | 2011 HK8               | 18 de setembre de 2009 | Catalina             | CSS                                                    |
| 353370 | 2011 HO26              | 25 de juny de 2003     | Socorro              | LINEAR                                                 |
| 353371 | 2011 HL62              | 28 de maig de 2003     | Catalina             | CSS                                                    |
| 353372 | 2011 KG8               | 14 de juliol de 2001   | Palomar              | NEAT                                                   |
| 353373 | 2011 KS16              | 23 de juny de 2003     | Socorro              | LINEAR                                                 |
| 353374 | 2011 KA20              | 30 de juliol de 2006   | Siding Spring        | Siding Spring Survey                                   |
| 353375 | 2011 KT47              | 7 d'octubre de 1977    | Palomar              | C. J. van Houten, I. van Houten-Groeneveld, T. Gehrels |
| 353376 | 2011 LD8               | 6 de juliol de 2003    | Kitt Peak            | Spacewatch                                             |
| 353377 | 2011 LE18              | 20 de juny de 2006     | Mount Lemmon         | Mt. Lemmon Survey                                      |
| 353378 | 2011 LG19              | 13 de juny de 2010     | Nogales              | Tenagra II                                             |
| 353379 | 2011 LO28              | 1 d'octubre de 2002    | Haleakala            | NEAT                                                   |
| 353380 | 2011 MB                | 12 de desembre de 2004 | Socorro              | LINEAR                                                 |
| 353381 | 2011 MA1               | 1 de desembre de 2005  | Kitt Peak            | Spacewatch                                             |
| 353382 | 2011 MJ7               | 17 de juliol de 2002   | Palomar              | NEAT                                                   |
| 353383 | 2011 MO7               | 3 de setembre de 1994  | La Silla             | E. W. Elst                                             |
| 353384 | 2011 MT8               | 3 de desembre de 2002  | Palomar              | NEAT                                                   |
| 353385 | 2011 NK1               | 29 de desembre de 2008 | Mount Lemmon         | Mt. Lemmon Survey                                      |
| 353386 | 2011 NX3               | 24 de març de 2003     | Kitt Peak            | Spacewatch                                             |
| 353387 | 2011 NY3               | 31 de març de 2009     | Kitt Peak            | Spacewatch                                             |
| 353388 | 2011 OL1               | 13 de setembre de 2007 | Catalina             | CSS                                                    |
| 353389 | 2011 OY3               | 27 de gener de 2006    | Kitt Peak            | Spacewatch                                             |
| 353390 | 2011 OB4               | 29 de setembre de 2008 | Mount Lemmon         | Mt. Lemmon Survey                                      |
| 353391 | 2011 ON12              | 23 de setembre de 2000 | Socorro              | LINEAR                                                 |
| 353392 | 2011 OP17              | 17 de maig de 1999     | Anderson Mesa        | LONEOS                                                 |
| 353393 | 2011 OC20              | 21 d'octubre de 2007   | Catalina             | CSS                                                    |
| 353394 | 2011 OY20              | 24 de setembre de 2008 | Kitt Peak            | Spacewatch                                             |
| 353395 | 2011 OJ23              | 6 d'agost de 2004      | Campo Imperatore     | CINEOS                                                 |
| 353396 | 2011 OO28              | 27 de setembre de 2000 | Kitt Peak            | Spacewatch                                             |
| 353397 | 2011 OG39              | 21 de juny de 2007     | Anderson Mesa        | LONEOS                                                 |
| 353398 | 2011 PR                | 16 de gener de 2005    | Kitt Peak            | Spacewatch                                             |
| 353399 | 2011 PF5               | 21 de setembre de 2000 | Anderson Mesa        | LONEOS                                                 |
| 353400 | 2011 PN7               | 26 de setembre de 2008 | Kitt Peak            | Spacewatch                                             |

## 353401-353500
| Nom    | Designació provisional | Data de descobriment   | Lloc de descobriment | Descobridor/s                                          |
| ------ | ---------------------- | ---------------------- | -------------------- | ------------------------------------------------------ |
| 353401 | 2011 PV8               | 16 de desembre de 2007 | Catalina             | CSS                                                    |
| 353402 | 2011 PS10              | 7 d'octubre de 1996    | Kitt Peak            | Spacewatch                                             |
| 353403 | 2011 PM13              | 29 de desembre de 2008 | Mount Lemmon         | Mt. Lemmon Survey                                      |
| 353404 | 2011 PR13              | 25 de setembre de 2006 | Moletai              | Moletai                                                |
| 353405 | 2011 PH15              | 23 d'agost de 2003     | Palomar              | NEAT                                                   |
| 353406 | 2011 PK15              | 2 de febrer de 2009    | Catalina             | CSS                                                    |
| 353407 | 2011 QZ                | 4 de febrer de 2005    | Kitt Peak            | Spacewatch                                             |
| 353408 | 2011 QR1               | 5 d'octubre de 2002    | Palomar              | NEAT                                                   |
| 353409 | 2011 QW3               | 19 d'agost de 2011     | Haleakala            | Pan-STARRS 1                                           |
| 353410 | 2011 QX3               | 3 de juliol de 2003    | Kitt Peak            | Spacewatch                                             |
| 353411 | 2011 QZ8               | 10 d'octubre de 2007   | Lulin                | Lulin                                                  |
| 353412 | 2011 QH13              | 17 de setembre de 2006 | Catalina             | CSS                                                    |
| 353413 | 2011 QJ14              | 11 de juliol de 2004   | Socorro              | LINEAR                                                 |
| 353414 | 2011 QO14              | 23 d'agost de 2003     | Palomar              | NEAT                                                   |
| 353415 | 2011 QY16              | 2 de desembre de 2008  | Mount Lemmon         | Mt. Lemmon Survey                                      |
| 353416 | 2011 QG17              | 21 de març de 2004     | Kitt Peak            | Spacewatch                                             |
| 353417 | 2011 QG18              | 31 de gener de 2006    | Kitt Peak            | Spacewatch                                             |
| 353418 | 2011 QO18              | 3 de setembre de 2007  | Mount Lemmon         | Mt. Lemmon Survey                                      |
| 353419 | 2011 QK22              | 4 de setembre de 2008  | Kitt Peak            | Spacewatch                                             |
| 353420 | 2011 QL22              | 29 de desembre de 2008 | Mount Lemmon         | Mt. Lemmon Survey                                      |
| 353421 | 2011 QL23              | 17 de setembre de 2003 | Kitt Peak            | Spacewatch                                             |
| 353422 | 2011 QU23              | 9 d'octubre de 2007    | Kitt Peak            | Spacewatch                                             |
| 353423 | 2011 QU27              | 24 de setembre de 2000 | Socorro              | LINEAR                                                 |
| 353424 | 2011 QL32              | 20 de març de 1999     | Apache Point         | Sloan Digital Sky Survey                               |
| 353425 | 2011 QX40              | 1 d'agost de 2010      | WISE                 | WISE                                                   |
| 353426 | 2011 QP43              | 25 de febrer de 2006   | Kitt Peak            | Spacewatch                                             |
| 353427 | 2011 QR43              | 24 d'agost de 2005     | Palomar              | NEAT                                                   |
| 353428 | 2011 QN44              | 21 d'agost de 2006     | Kitt Peak            | Spacewatch                                             |
| 353429 | 2011 QP46              | 8 de juny de 2011      | Haleakala            | Pan-STARRS 1                                           |
| 353430 | 2011 QQ50              | 4 d'octubre de 2004    | Palomar              | NEAT                                                   |
| 353431 | 2011 QD51              | 25 de gener de 2006    | Kitt Peak            | Spacewatch                                             |
| 353432 | 2011 QC54              | 24 de juliol de 2007   | Costitx              | OAM                                                    |
| 353433 | 2011 QX56              | 10 d'agost de 1994     | La Silla             | E. W. Elst                                             |
| 353434 | 2011 QC60              | 1 de desembre de 2008  | Kitt Peak            | Spacewatch                                             |
| 353435 | 2011 QK60              | 26 de novembre de 2005 | Kitt Peak            | Spacewatch                                             |
| 353436 | 2011 QW62              | 30 de març de 2003     | Anderson Mesa        | LONEOS                                                 |
| 353437 | 2011 QP63              | 16 de novembre de 2006 | Mount Lemmon         | Mt. Lemmon Survey                                      |
| 353438 | 2011 QJ67              | 16 d'octubre de 2006   | Catalina             | CSS                                                    |
| 353439 | 2011 QT68              | 2 de febrer de 1997    | Kitt Peak            | Spacewatch                                             |
| 353440 | 2011 QS70              | 19 d'agost de 1995     | Xinglong             | Beijing Schmidt CCD Asteroid Program                   |
| 353441 | 2011 QW70              | 28 d'agost de 2003     | Palomar              | NEAT                                                   |
| 353442 | 2011 QD73              | 17 de juny de 2007     | Kitt Peak            | Spacewatch                                             |
| 353443 | 2011 QW75              | 23 de gener de 2006    | Mount Lemmon         | Mt. Lemmon Survey                                      |
| 353444 | 2011 QU76              | 17 de juny de 2007     | Kitt Peak            | Spacewatch                                             |
| 353445 | 2011 QS78              | 4 de setembre de 2007  | Mount Lemmon         | Mt. Lemmon Survey                                      |
| 353446 | 2011 QZ90              | 18 de desembre de 2003 | Kitt Peak            | Spacewatch                                             |
| 353447 | 2011 QB93              | 13 de desembre de 2007 | Socorro              | LINEAR                                                 |
| 353448 | 2011 QZ97              | 5 de setembre de 2000  | Apache Point         | Sloan Digital Sky Survey                               |
| 353449 | 2011 QP98              | 11 de novembre de 2007 | Mount Lemmon         | Mt. Lemmon Survey                                      |
| 353450 | 2011 QU98              | 11 d'abril de 2002     | Socorro              | LINEAR                                                 |
| 353451 | 2011 QZ98              | 15 d'octubre de 2001   | Palomar              | NEAT                                                   |
| 353452 | 2011 RW2               | 4 de març de 2005      | Kitt Peak            | Spacewatch                                             |
| 353453 | 2011 RC4               | 25 de febrer de 2007   | Mount Lemmon         | Mt. Lemmon Survey                                      |
| 353454 | 2011 RY9               | 15 de novembre de 2006 | Catalina             | CSS                                                    |
| 353455 | 2011 RE10              | 2 de novembre de 2007  | Kitt Peak            | Spacewatch                                             |
| 353456 | 2011 RR11              | 16 de març de 2009     | Mount Lemmon         | Mt. Lemmon Survey                                      |
| 353457 | 2011 RG13              | 9 de febrer de 2008    | Mount Lemmon         | Mt. Lemmon Survey                                      |
| 353458 | 2011 RZ14              | 29 d'agost de 2006     | Kitt Peak            | Spacewatch                                             |
| 353459 | 2011 RK16              | 1 d'agost de 2000      | Socorro              | LINEAR                                                 |
| 353460 | 2011 RC19              | 15 de gener de 2004    | Kitt Peak            | Spacewatch                                             |
| 353461 | 2011 RD19              | 19 de setembre de 2006 | Catalina             | CSS                                                    |
| 353462 | 2011 RW19              | 8 d'octubre de 1996    | Kitt Peak            | Spacewatch                                             |
| 353463 | 2011 SP                | 28 de desembre de 2005 | Kitt Peak            | Spacewatch                                             |
| 353464 | 2011 SS1               | 28 de setembre de 2000 | Kitt Peak            | Spacewatch                                             |
| 353465 | 2011 SG2               | 5 d'octubre de 2002    | Palomar              | NEAT                                                   |
| 353466 | 2011 SE4               | 17 de desembre de 2001 | Kitt Peak            | Spacewatch                                             |
| 353467 | 2011 SU9               | 22 d'octubre de 2006   | Kitt Peak            | Spacewatch                                             |
| 353468 | 2011 SG11              | 8 de febrer de 2002    | Kitt Peak            | Spacewatch                                             |
| 353469 | 2011 SW13              | 24 de setembre de 2008 | Kitt Peak            | Spacewatch                                             |
| 353470 | 2011 SV19              | 11 de desembre de 2004 | Kitt Peak            | Spacewatch                                             |
| 353471 | 2011 SN27              | 31 d'agost de 2000     | Socorro              | LINEAR                                                 |
| 353472 | 2011 SV27              | 30 de juliol de 2000   | Socorro              | LINEAR                                                 |
| 353473 | 2011 SF28              | 19 de març de 2010     | Kitt Peak            | Spacewatch                                             |
| 353474 | 2011 SP28              | 27 de juny de 2007     | Kitt Peak            | Spacewatch                                             |
| 353475 | 2011 SZ29              | 3 de juny de 2010      | WISE                 | WISE                                                   |
| 353476 | 2011 ST35              | 18 d'agost de 2006     | Kitt Peak            | Spacewatch                                             |
| 353477 | 2011 SG36              | 31 d'agost de 2005     | Kitt Peak            | Spacewatch                                             |
| 353478 | 2011 SM37              | 14 d'abril de 2008     | Kitt Peak            | Spacewatch                                             |
| 353479 | 2011 ST37              | 25 d'abril de 2003     | Kitt Peak            | Spacewatch                                             |
| 353480 | 2011 SA40              | 26 d'agost de 2001     | Kitt Peak            | Spacewatch                                             |
| 353481 | 2011 SR40              | 26 de febrer de 2008   | Mount Lemmon         | Mt. Lemmon Survey                                      |
| 353482 | 2011 SD45              | 1 d'octubre de 2008    | Kitt Peak            | Spacewatch                                             |
| 353483 | 2011 SS51              | 18 de setembre de 2004 | Socorro              | LINEAR                                                 |
| 353484 | 2011 SY57              | 10 d'octubre de 2007   | Mount Lemmon         | Mt. Lemmon Survey                                      |
| 353485 | 2011 SA61              | 9 d'agost de 2007      | Kitt Peak            | Spacewatch                                             |
| 353486 | 2011 SO63              | 9 de setembre de 1977  | Palomar              | C. J. van Houten, I. van Houten-Groeneveld, T. Gehrels |
| 353487 | 2011 SB64              | 4 d'octubre de 2000    | Socorro              | LINEAR                                                 |
| 353488 | 2011 SF65              | 23 de desembre de 2001 | Kitt Peak            | Spacewatch                                             |
| 353489 | 2011 ST70              | 4 de desembre de 2007  | Kitt Peak            | Spacewatch                                             |
| 353490 | 2011 SP71              | 15 de gener de 2009    | Kitt Peak            | Spacewatch                                             |
| 353491 | 2011 SZ71              | 30 de gener de 2006    | Kitt Peak            | Spacewatch                                             |
| 353492 | 2011 SJ72              | 4 d'abril de 2010      | Catalina             | CSS                                                    |
| 353493 | 2011 SP74              | 30 de setembre de 2006 | Mount Lemmon         | Mt. Lemmon Survey                                      |
| 353494 | 2011 SL80              | 22 d'octubre de 2008   | Kitt Peak            | Spacewatch                                             |
| 353495 | 2011 SQ82              | 1 d'octubre de 2000    | Socorro              | LINEAR                                                 |
| 353496 | 2011 SU82              | 8 de març de 2008      | Mount Lemmon         | Mt. Lemmon Survey                                      |
| 353497 | 2011 SB84              | 18 de novembre de 2006 | Mount Lemmon         | Mt. Lemmon Survey                                      |
| 353498 | 2011 SA85              | 2 d'octubre de 2006    | Mount Lemmon         | Mt. Lemmon Survey                                      |
| 353499 | 2011 SF86              | 12 de setembre de 2007 | Catalina             | CSS                                                    |
| 353500 | 2011 SK86              | 17 de febrer de 2004   | Kitt Peak            | Spacewatch                                             |

## 353501-353600
| Nom                | Designació provisional | Data de descobriment   | Lloc de descobriment | Descobridor/s            |
| ------------------ | ---------------------- | ---------------------- | -------------------- | ------------------------ |
| 353501             | 2011 SJ88              | 15 de setembre de 2006 | Kitt Peak            | Spacewatch               |
| 353502             | 2011 SZ88              | 17 d'agost de 2006     | Palomar              | NEAT                     |
| 353503             | 2011 SP89              | 15 de juny de 2010     | Mount Lemmon         | Mt. Lemmon Survey        |
| 353504             | 2011 SK90              | 17 de juny de 2005     | Mount Lemmon         | Mt. Lemmon Survey        |
| 353505             | 2011 SY90              | 30 d'octubre de 2007   | Catalina             | CSS                      |
| 353506             | 2011 SD92              | 17 d'agost de 2006     | Palomar              | NEAT                     |
| 353507             | 2011 SW97              | 4 d'octubre de 2006    | Mount Lemmon         | Mt. Lemmon Survey        |
| 353508             | 2011 SG98              | 8 d'octubre de 1993    | Kitt Peak            | Spacewatch               |
| 353509             | 2011 SA100             | 4 de maig de 2005      | Kitt Peak            | Spacewatch               |
| 353510             | 2011 SR100             | 26 de març de 2006     | Kitt Peak            | Spacewatch               |
| 353511             | 2011 SA111             | 30 de desembre de 2007 | Mount Lemmon         | Mt. Lemmon Survey        |
| 353512             | 2011 SK111             | 13 d'abril de 2002     | Kitt Peak            | Spacewatch               |
| 353513             | 2011 SR111             | 4 de juliol de 2005    | Mount Lemmon         | Mt. Lemmon Survey        |
| 353514             | 2011 SV113             | 4 d'abril de 2005      | Mount Lemmon         | Mt. Lemmon Survey        |
| 353515             | 2011 SE115             | 23 de març de 2004     | Kitt Peak            | Spacewatch               |
| 353516             | 2011 SV116             | 21 de març de 1999     | Apache Point         | Sloan Digital Sky Survey |
| 353517             | 2011 SE120             | 23 de febrer de 2004   | Socorro              | LINEAR                   |
| 353518             | 2011 SZ121             | 12 d'octubre de 2006   | Kitt Peak            | Spacewatch               |
| 353519             | 2011 SS123             | 19 de novembre de 2006 | Kitt Peak            | Spacewatch               |
| 353520             | 2011 SS126             | 28 de febrer de 2009   | Kitt Peak            | Spacewatch               |
| 353521             | 2011 SE128             | 7 d'abril de 2003      | Kitt Peak            | Spacewatch               |
| 353522             | 2011 SW128             | 17 de novembre de 2006 | Mount Lemmon         | Mt. Lemmon Survey        |
| 353523             | 2011 SM131             | 31 de gener de 2006    | Kitt Peak            | Spacewatch               |
| 353524             | 2011 SJ133             | 3 d'octubre de 2006    | Mount Lemmon         | Mt. Lemmon Survey        |
| 353525             | 2011 SB136             | 4 d'octubre de 2002    | Socorro              | LINEAR                   |
| 353526             | 2011 SO136             | 16 de desembre de 2007 | Kitt Peak            | Spacewatch               |
| 353527             | 2011 SF139             | 9 d'octubre de 2007    | Mount Lemmon         | Mt. Lemmon Survey        |
| 353528             | 2011 SH141             | 17 de març de 2005     | Kitt Peak            | Spacewatch               |
| 353529             | 2011 SQ142             | 27 de març de 2000     | Kitt Peak            | Spacewatch               |
| 353530             | 2011 SE143             | 4 d'abril de 2003      | Kitt Peak            | Spacewatch               |
| 353531             | 2011 SY143             | 26 d'agost de 2005     | Palomar              | NEAT                     |
| 353532             | 2011 SC156             | 20 de febrer de 2009   | Kitt Peak            | Spacewatch               |
| 353533             | 2011 SU157             | 6 d'agost de 2005      | Palomar              | NEAT                     |
| 353534             | 2011 SU158             | 17 de desembre de 2001 | Socorro              | LINEAR                   |
| 353535             | 2011 SY166             | 30 de novembre de 1997 | Kitt Peak            | Spacewatch               |
| 353536             | 2011 ST170             | 16 d'octubre de 2006   | Mount Lemmon         | Mt. Lemmon Survey        |
| 353537             | 2011 SQ171             | 1 de desembre de 2003  | Kitt Peak            | Spacewatch               |
| 353538             | 2011 SS171             | 19 de setembre de 2006 | Kitt Peak            | Spacewatch               |
| 353539             | 2011 SU173             | 9 d'abril de 2010      | Mount Lemmon         | Mt. Lemmon Survey        |
| 353540             | 2011 SY174             | 10 de març de 1997     | Kitt Peak            | Spacewatch               |
| 353541             | 2011 SE175             | 13 de desembre de 2007 | Socorro              | LINEAR                   |
| 353542             | 2011 SF175             | 28 d'agost de 2005     | Kitt Peak            | Spacewatch               |
| 353543             | 2011 SA176             | 15 d'agost de 2005     | Siding Spring        | Siding Spring Survey     |
| 353544             | 2011 SA179             | 3 de març de 2000      | Kitt Peak            | Spacewatch               |
| 353545             | 2011 SE180             | 26 de setembre de 2011 | Kitt Peak            | Spacewatch               |
| 353546             | 2011 SS181             | 20 de setembre de 2006 | Anderson Mesa        | LONEOS                   |
| 353547             | 2011 SW181             | 28 d'agost de 2006     | Catalina             | CSS                      |
| 353548             | 2011 SJ187             | 14 de setembre de 2006 | Kitt Peak            | Spacewatch               |
| 353549             | 2011 SR188             | 24 d'agost de 2006     | Pises                | Pises                    |
| 353550             | 2011 SB191             | 19 de novembre de 2000 | Anderson Mesa        | LONEOS                   |
| 353551             | 2011 SK194             | 2 d'abril de 2009      | Kitt Peak            | Spacewatch               |
| 353552             | 2011 SD206             | 2 d'agost de 2000      | Kitt Peak            | Spacewatch               |
| 353553             | 2011 SS208             | 27 d'octubre de 2006   | Catalina             | CSS                      |
| 353554             | 2011 SN209             | 28 d'agost de 2006     | Kitt Peak            | Spacewatch               |
| 353555             | 2011 SV211             | 17 d'agost de 2006     | Palomar              | NEAT                     |
| 353556             | 2011 SP217             | 13 de novembre de 2006 | Catalina             | CSS                      |
| 353557             | 2011 SK218             | 11 de novembre de 2006 | Kitt Peak            | Spacewatch               |
| 353558             | 2011 SX221             | 28 de setembre de 2006 | Mount Lemmon         | Mt. Lemmon Survey        |
| 353559             | 2011 SZ222             | 24 de setembre de 2000 | Anderson Mesa        | LONEOS                   |
| 353560             | 2011 SO223             | 15 de març de 2004     | Kitt Peak            | Spacewatch               |
| 353561             | 2011 SN225             | 16 de novembre de 2006 | Kitt Peak            | Spacewatch               |
| 353562             | 2011 SQ228             | 15 de setembre de 2006 | Kitt Peak            | Spacewatch               |
| 353563             | 2011 SA229             | 18 de setembre de 2006 | Kitt Peak            | Spacewatch               |
| 353564             | 2011 SU229             | 4 d'agost de 2005      | Palomar              | NEAT                     |
| 353565             | 2011 SF230             | 28 d'agost de 2006     | Kitt Peak            | Spacewatch               |
| 353566             | 2011 SC231             | 4 d'octubre de 2002    | Palomar              | NEAT                     |
| 353567             | 2011 SM231             | 15 d'octubre de 2002   | Palomar              | NEAT                     |
| 353568             | 2011 ST235             | 20 d'agost de 2000     | Kitt Peak            | Spacewatch               |
| 353569             | 2011 SO245             | 5 de novembre de 2007  | Mount Lemmon         | Mt. Lemmon Survey        |
| 353570             | 2011 SA246             | 20 de febrer de 2009   | Kitt Peak            | Spacewatch               |
| 353571             | 2011 SO249             | 10 de novembre de 2006 | Kitt Peak            | Spacewatch               |
| 353572             | 2011 SA252             | 29 de juliol de 2005   | Palomar              | NEAT                     |
| 353573             | 2011 SK254             | 23 de febrer de 2003   | Campo Imperatore     | CINEOS                   |
| 353574             | 2011 SX255             | 17 de gener de 2004    | Kitt Peak            | Spacewatch               |
| 353575             | 2011 SG256             | 10 de febrer de 2002   | Socorro              | LINEAR                   |
| 353576             | 2011 SM256             | 4 d'abril de 2003      | Kitt Peak            | Spacewatch               |
| 353577 Gediminas   | 2011 SW259             | 5 de gener de 2008     | Baldone              | Baldone                  |
| 353578             | 2011 SY259             | 20 de setembre de 2006 | Kitt Peak            | Spacewatch               |
| 353579             | 2011 SC262             | 9 de març de 2002      | Palomar              | NEAT                     |
| 353580             | 2011 SD272             | 16 de setembre de 2006 | Catalina             | CSS                      |
| 353581             | 2011 SM272             | 13 de desembre de 2006 | Catalina             | CSS                      |
| 353582             | 2011 SP272             | 26 de setembre de 2000 | Anderson Mesa        | LONEOS                   |
| 353583             | 2011 ST274             | 19 d'octubre de 2006   | Kitt Peak            | Spacewatch               |
| 353584             | 2011 SD275             | 20 de març de 2010     | Kitt Peak            | Spacewatch               |
| 353585             | 2011 TV                | 3 d'octubre de 2006    | Mount Lemmon         | Mt. Lemmon Survey        |
| 353586             | 2011 TT1               | 3 d'octubre de 2006    | Mount Lemmon         | Mt. Lemmon Survey        |
| 353587             | 2011 TK2               | 5 de desembre de 2002  | Kitt Peak            | Spacewatch               |
| 353588             | 2011 TN2               | 21 de juliol de 2006   | Mount Lemmon         | Mt. Lemmon Survey        |
| 353589             | 2011 TM3               | 19 de setembre de 2006 | Eskridge             | G. Hug                   |
| 353590             | 2011 TG4               | 23 d'abril de 2009     | Kitt Peak            | Spacewatch               |
| 353591             | 2011 TX7               | 8 de setembre de 2011  | Kitt Peak            | Spacewatch               |
| 353592             | 2011 TY10              | 13 de novembre de 2007 | Kitt Peak            | Spacewatch               |
| 353593             | 2011 TZ10              | 6 de juliol de 2005    | Kitt Peak            | Spacewatch               |
| 353594             | 2011 TQ11              | 10 de novembre de 2006 | Lulin                | Lulin                    |
| 353595 Grancanaria | 2011 TL12              | 4 d'octubre de 2011    | La Sagra             | La Sagra                 |
| 353596             | 2011 TM13              | 25 de gener de 2009    | Kitt Peak            | Spacewatch               |
| 353597             | 2011 TO15              | 19 de maig de 2010     | Catalina             | CSS                      |
| 353598             | 2011 TL16              | 29 de setembre de 2005 | Kitt Peak            | Spacewatch               |
| 353599             | 2011 TN17              | 10 de juliol de 2005   | Siding Spring        | Siding Spring Survey     |
| 353600             | 2011 UV                | 3 de setembre de 2000  | Socorro              | LINEAR                   |

## 353601-353700
| Nom    | Designació provisional | Data de descobriment   | Lloc de descobriment | Descobridor/s            |
| ------ | ---------------------- | ---------------------- | -------------------- | ------------------------ |
| 353601 | 2011 UC1               | 18 de juliol de 2005   | Palomar              | NEAT                     |
| 353602 | 2011 UF1               | 20 de setembre de 2000 | Kitt Peak            | Spacewatch               |
| 353603 | 2011 UH1               | 21 de març de 1998     | Kitt Peak            | Spacewatch               |
| 353604 | 2011 UJ1               | 16 de novembre de 2006 | Mount Lemmon         | Mt. Lemmon Survey        |
| 353605 | 2011 UK1               | 7 de maig de 2000      | Socorro              | LINEAR                   |
| 353606 | 2011 US9               | 2 de novembre de 2000  | Kitt Peak            | Spacewatch               |
| 353607 | 2011 UA11              | 27 de març de 2003     | Kitt Peak            | Spacewatch               |
| 353608 | 2011 UH11              | 20 de novembre de 2007 | Kitt Peak            | Spacewatch               |
| 353609 | 2011 UK11              | 23 d'agost de 2004     | Kitt Peak            | Spacewatch               |
| 353610 | 2011 UM14              | 24 de juny de 2010     | Mount Lemmon         | Mt. Lemmon Survey        |
| 353611 | 2011 UE15              | 19 de setembre de 2007 | Kitt Peak            | Spacewatch               |
| 353612 | 2011 UQ21              | 12 de setembre de 1994 | Kitt Peak            | Spacewatch               |
| 353613 | 2011 UJ23              | 25 de setembre de 1995 | Kitt Peak            | Spacewatch               |
| 353614 | 2011 UE31              | 3 d'octubre de 2005    | Catalina             | CSS                      |
| 353615 | 2011 UY32              | 5 de desembre de 2007  | Kitt Peak            | Spacewatch               |
| 353616 | 2011 UN34              | 1 de novembre de 2007  | Kitt Peak            | Spacewatch               |
| 353617 | 2011 UW34              | 24 de desembre de 1998 | Kitt Peak            | Spacewatch               |
| 353618 | 2011 UD36              | 28 de setembre de 2006 | Mount Lemmon         | Mt. Lemmon Survey        |
| 353619 | 2011 UK37              | 15 de maig de 2005     | Mount Lemmon         | Mt. Lemmon Survey        |
| 353620 | 2011 UX39              | 22 de febrer de 2004   | Kitt Peak            | Spacewatch               |
| 353621 | 2011 UN40              | 5 de novembre de 2007  | Kitt Peak            | Spacewatch               |
| 353622 | 2011 UF43              | 13 de febrer de 2008   | Kitt Peak            | Spacewatch               |
| 353623 | 2011 UM48              | 25 de setembre de 2000 | Kitt Peak            | Spacewatch               |
| 353624 | 2011 UC49              | 18 d'octubre de 2011   | Kitt Peak            | Spacewatch               |
| 353625 | 2011 UF50              | 4 de març de 2008      | Mount Lemmon         | Mt. Lemmon Survey        |
| 353626 | 2011 UH53              | 7 d'octubre de 2007    | Catalina             | CSS                      |
| 353627 | 2011 UQ53              | 18 de juliol de 2006   | Lulin                | Lulin                    |
| 353628 | 2011 UU54              | 28 de desembre de 2005 | Socorro              | LINEAR                   |
| 353629 | 2011 UT58              | 22 de juliol de 2007   | Lulin                | Lulin                    |
| 353630 | 2011 UP59              | 12 d'octubre de 1998   | Kitt Peak            | Spacewatch               |
| 353631 | 2011 UE62              | 8 de febrer de 2008    | Catalina             | CSS                      |
| 353632 | 2011 UW71              | 27 d'agost de 2006     | Kitt Peak            | Spacewatch               |
| 353633 | 2011 UP74              | 29 de setembre de 2000 | Kitt Peak            | Spacewatch               |
| 353634 | 2011 UX75              | 17 de novembre de 2006 | Kitt Peak            | Spacewatch               |
| 353635 | 2011 UB77              | 29 d'abril de 2008     | Mount Lemmon         | Mt. Lemmon Survey        |
| 353636 | 2011 UO77              | 31 de desembre de 2007 | Kitt Peak            | Spacewatch               |
| 353637 | 2011 UL78              | 27 d'agost de 2006     | Kitt Peak            | Spacewatch               |
| 353638 | 2011 UR78              | 18 de setembre de 2006 | Kitt Peak            | Spacewatch               |
| 353639 | 2011 UQ81              | 3 de maig de 2009      | Kitt Peak            | Spacewatch               |
| 353640 | 2011 UJ82              | 7 de desembre de 2005  | Kitt Peak            | Spacewatch               |
| 353641 | 2011 UF86              | 14 de setembre de 2006 | Kitt Peak            | Spacewatch               |
| 353642 | 2011 UW93              | 13 de setembre de 2005 | Kitt Peak            | Spacewatch               |
| 353643 | 2011 UD95              | 13 de març de 2005     | Mount Lemmon         | Mt. Lemmon Survey        |
| 353644 | 2011 UG100             | 29 d'agost de 2006     | Kitt Peak            | Spacewatch               |
| 353645 | 2011 UP106             | 30 de juliol de 2005   | Palomar              | NEAT                     |
| 353646 | 2011 UH107             | 18 d'octubre de 2007   | Mount Lemmon         | Mt. Lemmon Survey        |
| 353647 | 2011 UT113             | 15 de setembre de 2006 | Kitt Peak            | Spacewatch               |
| 353648 | 2011 UY115             | 13 d'octubre de 2006   | Kitt Peak            | Spacewatch               |
| 353649 | 2011 UL116             | 2 d'abril de 2005      | Kitt Peak            | Spacewatch               |
| 353650 | 2011 UU116             | 31 d'agost de 2005     | Kitt Peak            | Spacewatch               |
| 353651 | 2011 UE117             | 19 d'octubre de 2006   | Mount Lemmon         | Mt. Lemmon Survey        |
| 353652 | 2011 UC125             | 4 de setembre de 2007  | Mount Lemmon         | Mt. Lemmon Survey        |
| 353653 | 2011 UT125             | 9 d'agost de 2005      | Cerro Tololo         | L. H. Wasserman          |
| 353654 | 2011 UU126             | 3 d'octubre de 2000    | Kitt Peak            | Spacewatch               |
| 353655 | 2011 UM128             | 1 de març de 2008      | Kitt Peak            | Spacewatch               |
| 353656 | 2011 UL131             | 13 d'octubre de 2004   | Kitt Peak            | Spacewatch               |
| 353657 | 2011 UT134             | 3 de novembre de 2000  | Kitt Peak            | Spacewatch               |
| 353658 | 2011 US141             | 21 de gener de 2002    | Kitt Peak            | Spacewatch               |
| 353659 | 2011 UV150             | 28 de setembre de 2000 | Kitt Peak            | Spacewatch               |
| 353660 | 2011 UB160             | 4 de juliol de 2005    | Mount Lemmon         | Mt. Lemmon Survey        |
| 353661 | 2011 UR164             | 18 de setembre de 2001 | Apache Point         | Sloan Digital Sky Survey |
| 353662 | 2011 UE175             | 12 de febrer de 2004   | Kitt Peak            | Spacewatch               |
| 353663 | 2011 UA176             | 27 de setembre de 1997 | Kitt Peak            | Spacewatch               |
| 353664 | 2011 UF188             | 1 de juny de 2005      | Mount Lemmon         | Mt. Lemmon Survey        |
| 353665 | 2011 UD190             | 21 d'octubre de 2003   | Socorro              | LINEAR                   |
| 353666 | 2011 UJ190             | 16 d'agost de 2006     | Palomar              | NEAT                     |
| 353667 | 2011 US193             | 16 d'octubre de 2006   | Catalina             | CSS                      |
| 353668 | 2011 UB196             | 20 de novembre de 2006 | Kitt Peak            | Spacewatch               |
| 353669 | 2011 UP196             | 18 de febrer de 2004   | Kitt Peak            | Spacewatch               |
| 353670 | 2011 UX204             | 18 de novembre de 2007 | Mount Lemmon         | Mt. Lemmon Survey        |
| 353671 | 2011 UU205             | 13 de febrer de 2008   | Mount Lemmon         | Mt. Lemmon Survey        |
| 353672 | 2011 UB217             | 14 de desembre de 2007 | Kitt Peak            | Spacewatch               |
| 353673 | 2011 UR219             | 1 de març de 2009      | Kitt Peak            | Spacewatch               |
| 353674 | 2011 UA220             | 19 de setembre de 2006 | Anderson Mesa        | LONEOS                   |
| 353675 | 2011 UZ226             | 20 de novembre de 2006 | Mount Lemmon         | Mt. Lemmon Survey        |
| 353676 | 2011 UF229             | 6 d'abril de 2005      | Mount Lemmon         | Mt. Lemmon Survey        |
| 353677 | 2011 UV235             | 18 de gener de 2002    | Cima Ekar            | ADAS                     |
| 353678 | 2011 UK254             | 23 d'octubre de 2003   | Kitt Peak            | Spacewatch               |
| 353679 | 2011 UF257             | 15 de març de 2004     | Kitt Peak            | Spacewatch               |
| 353680 | 2011 US264             | 19 de gener de 2004    | Kitt Peak            | Spacewatch               |
| 353681 | 2011 US285             | 18 d'octubre de 2007   | Kitt Peak            | Spacewatch               |
| 353682 | 2011 UJ286             | 11 de juny de 2011     | Haleakala            | Pan-STARRS 1             |
| 353683 | 2011 UH295             | 14 de novembre de 2002 | Kitt Peak            | Spacewatch               |
| 353684 | 2011 UZ302             | 16 de setembre de 2006 | Catalina             | CSS                      |
| 353685 | 2011 UY304             | 31 de març de 2003     | Piszkesteto          | K. Sarneczky             |
| 353686 | 2011 UK306             | 31 de març de 2009     | Kitt Peak            | Spacewatch               |
| 353687 | 2011 UP306             | 22 d'agost de 2007     | Anderson Mesa        | LONEOS                   |
| 353688 | 2011 UT307             | 22 d'octubre de 2006   | Mount Lemmon         | Mt. Lemmon Survey        |
| 353689 | 2011 UT309             | 12 de febrer de 2008   | Mount Lemmon         | Mt. Lemmon Survey        |
| 353690 | 2011 UK322             | 17 de setembre de 2006 | Kitt Peak            | Spacewatch               |
| 353691 | 2011 UT325             | 9 de març de 1999      | Kitt Peak            | Spacewatch               |
| 353692 | 2011 UA335             | 21 d'octubre de 2003   | Kitt Peak            | Spacewatch               |
| 353693 | 2011 US335             | 5 de novembre de 2007  | Mount Lemmon         | Mt. Lemmon Survey        |
| 353694 | 2011 UO336             | 28 d'agost de 2006     | Anderson Mesa        | LONEOS                   |
| 353695 | 2011 UL339             | 30 de desembre de 2008 | Kitt Peak            | Spacewatch               |
| 353696 | 2011 UC347             | 14 de febrer de 2009   | Kitt Peak            | Spacewatch               |
| 353697 | 2011 UZ359             | 28 de setembre de 2006 | Mount Lemmon         | Mt. Lemmon Survey        |
| 353698 | 2011 UP368             | 29 d'agost de 2005     | Kitt Peak            | Spacewatch               |
| 353699 | 2011 UN379             | 28 d'agost de 2005     | Siding Spring        | Siding Spring Survey     |
| 353700 | 2011 UX382             | 31 d'agost de 2005     | Kitt Peak            | Spacewatch               |

## 353701-353800
| Nom    | Designació provisional | Data de descobriment   | Lloc de descobriment | Descobridor/s        |
| ------ | ---------------------- | ---------------------- | -------------------- | -------------------- |
| 353701 | 2011 UL385             | 11 de febrer de 2004   | Kitt Peak            | Spacewatch           |
| 353702 | 2011 UY390             | 20 de gener de 1996    | Kitt Peak            | Spacewatch           |
| 353703 | 2011 UN392             | 30 d'agost de 2005     | Kitt Peak            | Spacewatch           |
| 353704 | 2011 UK394             | 26 d'octubre de 2005   | Kitt Peak            | Spacewatch           |
| 353705 | 2011 UL400             | 27 d'agost de 2005     | Anderson Mesa        | LONEOS               |
| 353706 | 2011 UD406             | 25 d'octubre de 2000   | Socorro              | LINEAR               |
| 353707 | 2011 UR407             | 27 d'agost de 2005     | Palomar              | NEAT                 |
| 353708 | 2011 UZ407             | 26 de gener de 2006    | Kitt Peak            | Spacewatch           |
| 353709 | 2011 VM                | 8 de febrer de 2002    | Palomar              | NEAT                 |
| 353710 | 2011 VH1               | 31 d'agost de 2005     | Kitt Peak            | Spacewatch           |
| 353711 | 2011 VK4               | 30 de setembre de 2006 | Catalina             | CSS                  |
| 353712 | 2011 VA6               | 16 de novembre de 2006 | Kitt Peak            | Spacewatch           |
| 353713 | 2011 VC7               | 25 d'octubre de 2005   | Catalina             | CSS                  |
| 353714 | 2011 VQ8               | 31 de juliol de 2010   | WISE                 | WISE                 |
| 353715 | 2011 VZ8               | 29 de juny de 2005     | Kitt Peak            | Spacewatch           |
| 353716 | 2011 VA10              | 19 de setembre de 2001 | Kitt Peak            | Spacewatch           |
| 353717 | 2011 VN14              | 20 de gener de 2007    | Charleston           | Charleston           |
| 353718 | 2011 VS21              | 27 d'octubre de 2006   | Mount Lemmon         | Mt. Lemmon Survey    |
| 353719 | 2011 WM                | 13 de setembre de 1996 | Kitt Peak            | Spacewatch           |
| 353720 | 2011 WY                | 13 de febrer de 2008   | Kitt Peak            | Spacewatch           |
| 353721 | 2011 WR1               | 1 de novembre de 2010  | Mount Lemmon         | Mt. Lemmon Survey    |
| 353722 | 2011 WT19              | 26 de setembre de 2006 | Kitt Peak            | Spacewatch           |
| 353723 | 2011 WK33              | 22 d'abril de 2009     | Mount Lemmon         | Mt. Lemmon Survey    |
| 353724 | 2011 WO33              | 20 de febrer de 2009   | Mount Lemmon         | Mt. Lemmon Survey    |
| 353725 | 2011 WV37              | 19 de gener de 2004    | Kitt Peak            | Spacewatch           |
| 353726 | 2011 WO54              | 19 de maig de 2005     | Mount Lemmon         | Mt. Lemmon Survey    |
| 353727 | 2011 WF62              | 18 de setembre de 2010 | Mount Lemmon         | Mt. Lemmon Survey    |
| 353728 | 2011 WD98              | 23 de setembre de 2005 | Kitt Peak            | Spacewatch           |
| 353729 | 2011 WT106             | 10 de març de 2008     | Mount Lemmon         | Mt. Lemmon Survey    |
| 353730 | 2011 WN114             | 24 de novembre de 2005 | Mauna Kea            | P. A. Wiegert        |
| 353731 | 2011 WR114             | 29 d'agost de 1995     | La Silla             | C.-I. Lagerkvist     |
| 353732 | 2011 WC124             | 27 de setembre de 2006 | Mount Lemmon         | Mt. Lemmon Survey    |
| 353733 | 2011 WC145             | 21 d'agost de 2006     | Kitt Peak            | Spacewatch           |
| 353734 | 2011 WM147             | 9 de febrer de 2008    | Mount Lemmon         | Mt. Lemmon Survey    |
| 353735 | 2011 WL150             | 13 de febrer de 2008   | Mount Lemmon         | Mt. Lemmon Survey    |
| 353736 | 2011 WT152             | 17 de març de 2005     | Mount Lemmon         | Mt. Lemmon Survey    |
| 353737 | 2011 XO1               | 12 de novembre de 2010 | Mount Lemmon         | Mt. Lemmon Survey    |
| 353738 | 2011 YP                | 20 de novembre de 2011 | Kitt Peak            | Spacewatch           |
| 353739 | 2011 YN8               | 27 de setembre de 2009 | Mount Lemmon         | Mt. Lemmon Survey    |
| 353740 | 2011 YB18              | 12 d'octubre de 2010   | Mount Lemmon         | Mt. Lemmon Survey    |
| 353741 | 2011 YC25              | 28 de novembre de 2005 | Kitt Peak            | Spacewatch           |
| 353742 | 2011 YE28              | 24 de novembre de 2011 | Haleakala            | Pan-STARRS 1         |
| 353743 | 2011 YN40              | 29 de setembre de 2009 | Mount Lemmon         | Mt. Lemmon Survey    |
| 353744 | 2011 YL45              | 2 de desembre de 2010  | Mount Lemmon         | Mt. Lemmon Survey    |
| 353745 | 2011 YE47              | 23 d'octubre de 2011   | Haleakala            | Pan-STARRS 1         |
| 353746 | 2011 YN49              | 7 de febrer de 2008    | Mount Lemmon         | Mt. Lemmon Survey    |
| 353747 | 2011 YK57              | 14 d'octubre de 2009   | Mount Lemmon         | Mt. Lemmon Survey    |
| 353748 | 2011 YT65              | 1 d'octubre de 2009    | Mount Lemmon         | Mt. Lemmon Survey    |
| 353749 | 2011 YP74              | 19 de maig de 2004     | Kitt Peak            | Spacewatch           |
| 353750 | 2012 AG11              | 17 de desembre de 2003 | Anderson Mesa        | LONEOS               |
| 353751 | 2012 BS6               | 27 de gener de 2007    | Kitt Peak            | Spacewatch           |
| 353752 | 2012 BC16              | 6 de desembre de 2005  | Kitt Peak            | Spacewatch           |
| 353753 | 2012 BU57              | 24 de setembre de 2008 | Mount Lemmon         | Mt. Lemmon Survey    |
| 353754 | 2012 BK82              | 27 de gener de 2007    | Kitt Peak            | Spacewatch           |
| 353755 | 2012 BW101             | 9 de setembre de 2008  | Mount Lemmon         | Mt. Lemmon Survey    |
| 353756 | 2012 BR102             | 6 de març de 2002      | Palomar              | NEAT                 |
| 353757 | 2012 BO137             | 5 de desembre de 2007  | Kitt Peak            | Spacewatch           |
| 353758 | 2012 BR151             | 5 d'abril de 2003      | Kitt Peak            | Spacewatch           |
| 353759 | 2012 CE8               | 1 de febrer de 1995    | Kitt Peak            | Spacewatch           |
| 353760 | 2012 CY23              | 24 de setembre de 2003 | Palomar              | NEAT                 |
| 353761 | 2012 CF52              | 11 de setembre de 2007 | Mount Lemmon         | Mt. Lemmon Survey    |
| 353762 | 2012 DR24              | 19 de gener de 2001    | Kitt Peak            | Spacewatch           |
| 353763 | 2012 DK55              | 24 de març de 2004     | Siding Spring        | Siding Spring Survey |
| 353764 | 2012 DX83              | 6 de novembre de 2005  | Mount Lemmon         | Mt. Lemmon Survey    |
| 353765 | 2012 FK1               | 27 de gener de 2000    | Kitt Peak            | Spacewatch           |
| 353766 | 2012 FQ28              | 5 de juny de 2005      | Junk Bond            | D. Healy             |
| 353767 | 2012 FF35              | 27 de desembre de 2006 | Mount Lemmon         | Mt. Lemmon Survey    |
| 353768 | 2012 GP22              | 10 de novembre de 2004 | Kitt Peak            | Spacewatch           |
| 353769 | 2012 GC30              | 19 d'octubre de 1999   | Kitt Peak            | Spacewatch           |
| 353770 | 2012 HB4               | 24 d'abril de 2001     | Kitt Peak            | Spacewatch           |
| 353771 | 2012 HZ17              | 3 de desembre de 2007  | Kitt Peak            | Spacewatch           |
| 353772 | 2012 HM23              | 11 de gener de 2008    | Mount Lemmon         | Mt. Lemmon Survey    |
| 353773 | 2012 HK25              | 11 d'abril de 2005     | Kitt Peak            | Spacewatch           |
| 353774 | 2012 HF43              | 13 de març de 2007     | Mount Lemmon         | Mt. Lemmon Survey    |
| 353775 | 2012 HS56              | 26 de gener de 2006    | Mount Lemmon         | Mt. Lemmon Survey    |
| 353776 | 2012 HU61              | 31 de gener de 2006    | Catalina             | CSS                  |
| 353777 | 2012 HS74              | 23 d'octubre de 2001   | Palomar              | NEAT                 |
| 353778 | 2012 HA77              | 28 d'agost de 2003     | Palomar              | NEAT                 |
| 353779 | 2012 HR78              | 18 de gener de 2004    | Palomar              | NEAT                 |
| 353780 | 2012 JP2               | 12 d'abril de 2002     | Socorro              | LINEAR               |
| 353781 | 2012 JO23              | 29 de maig de 2008     | Mount Lemmon         | Mt. Lemmon Survey    |
| 353782 | 2012 JB60              | 17 de novembre de 2006 | Mount Lemmon         | Mt. Lemmon Survey    |
| 353783 | 2012 KC21              | 7 d'abril de 2005      | Kitt Peak            | Spacewatch           |
| 353784 | 2012 KM26              | 6 de juliol de 1997    | Kitt Peak            | Spacewatch           |
| 353785 | 2012 KW30              | 7 d'octubre de 2004    | Palomar              | NEAT                 |
| 353786 | 2012 KZ45              | 24 d'agost de 2001     | Anderson Mesa        | LONEOS               |
| 353787 | 2012 MQ7               | 29 de juny de 2001     | Kitt Peak            | Spacewatch           |
| 353788 | 2012 OK1               | 30 de setembre de 1999 | Catalina             | CSS                  |
| 353789 | 2012 PG15              | 8 de setembre de 1999  | Socorro              | LINEAR               |
| 353790 | 2012 PE32              | 21 de novembre de 2009 | Kitt Peak            | Spacewatch           |
| 353791 | 2012 PH43              | 24 de setembre de 1992 | Kitt Peak            | Spacewatch           |
| 353792 | 2012 QR19              | 23 de febrer de 2007   | Mount Lemmon         | Mt. Lemmon Survey    |
| 353793 | 2012 QK25              | 19 de setembre de 1995 | Kitt Peak            | Spacewatch           |
| 353794 | 2012 QO33              | 17 de setembre de 2003 | Kitt Peak            | Spacewatch           |
| 353795 | 2012 QY41              | 28 de desembre de 2005 | Catalina             | CSS                  |
| 353796 | 2012 RR6               | 6 de setembre de 2012  | Mount Lemmon         | Mt. Lemmon Survey    |
| 353797 | 2012 RO20              | 12 d'abril de 2005     | Mount Lemmon         | Mt. Lemmon Survey    |
| 353798 | 2012 RL31              | 31 de gener de 1998    | Kitt Peak            | Spacewatch           |
| 353799 | 2012 ST16              | 23 de setembre de 2008 | Catalina             | CSS                  |
| 353800 | 2012 TP37              | 23 d'octubre de 2001   | Palomar              | NEAT                 |

## 353801-353900
| Nom    | Designació provisional | Data de descobriment   | Lloc de descobriment | Descobridor/s            |
| ------ | ---------------------- | ---------------------- | -------------------- | ------------------------ |
| 353801 | 2012 TR52              | 5 d'octubre de 2000    | Kitt Peak            | Spacewatch               |
| 353802 | 2012 TP68              | 20 d'octubre de 1995   | Kitt Peak            | Spacewatch               |
| 353803 | 2012 TY99              | 20 de març de 1999     | Apache Point         | Sloan Digital Sky Survey |
| 353804 | 2012 TM106             | 14 de setembre de 2007 | Mount Lemmon         | Mt. Lemmon Survey        |
| 353805 | 2012 TZ124             | 19 de setembre de 2003 | Palomar              | NEAT                     |
| 353806 | 2012 TB132             | 23 d'octubre de 2003   | Haleakala            | NEAT                     |
| 353807 | 2012 TY149             | 10 de desembre de 2005 | Kitt Peak            | Spacewatch               |
| 353808 | 2012 TD200             | 29 d'agost de 2005     | Kitt Peak            | Spacewatch               |
| 353809 | 2012 TF214             | 29 de setembre de 2008 | Mount Lemmon         | Mt. Lemmon Survey        |
| 353810 | 2012 TU215             | 12 de setembre de 2001 | Kitt Peak            | M. W. Buie               |
| 353811 | 2012 TM216             | 14 de desembre de 2001 | Socorro              | LINEAR                   |
| 353812 | 2012 TW222             | 23 de maig de 2006     | Mount Lemmon         | Mt. Lemmon Survey        |
| 353813 | 2012 TY230             | 13 de febrer de 2010   | WISE                 | WISE                     |
| 353814 | 2012 TJ243             | 20 d'octubre de 2003   | Kitt Peak            | Spacewatch               |
| 353815 | 2012 TF309             | 12 d'agost de 2001     | Palomar              | NEAT                     |
| 353816 | 2012 TH310             | 28 de desembre de 2002 | Kitt Peak            | Spacewatch               |
| 353817 | 2012 TV310             | 17 de setembre de 1995 | Kitt Peak            | Spacewatch               |
| 353818 | 2012 TF311             | 4 d'abril de 2005      | Mount Lemmon         | Mt. Lemmon Survey        |
| 353819 | 2012 TN312             | 21 d'agost de 2007     | Anderson Mesa        | LONEOS                   |
| 353820 | 2012 TC315             | 6 de març de 2003      | Anderson Mesa        | LONEOS                   |
| 353821 | 2012 TH317             | 26 de gener de 2003    | Anderson Mesa        | LONEOS                   |
| 353822 | 2012 TJ317             | 8 de juliol de 2003    | Palomar              | NEAT                     |
| 353823 | 2012 TC319             | 10 d'agost de 1994     | La Silla             | E. W. Elst               |
| 353824 | 2012 UP38              | 25 d'octubre de 2008   | Kitt Peak            | Spacewatch               |
| 353825 | 2012 UU39              | 9 d'octubre de 1999    | Kitt Peak            | Spacewatch               |
| 353826 | 2012 UF56              | 18 d'agost de 2006     | Palomar              | NEAT                     |
| 353827 | 2012 UJ56              | 24 d'agost de 2007     | Kitt Peak            | Spacewatch               |
| 353828 | 2012 UE61              | 16 de novembre de 2003 | Kitt Peak            | Spacewatch               |
| 353829 | 2012 UW88              | 18 de desembre de 2007 | Kitt Peak            | Spacewatch               |
| 353830 | 2012 UX97              | 14 de setembre de 2006 | Palomar              | NEAT                     |
| 353831 | 2012 UA102             | 20 de maig de 2006     | Mount Lemmon         | Mt. Lemmon Survey        |
| 353832 | 2012 UX108             | 13 de gener de 2005    | Kitt Peak            | Spacewatch               |
| 353833 | 2012 UE122             | 20 de novembre de 2007 | Mount Lemmon         | Mt. Lemmon Survey        |
| 353834 | 2012 UX134             | 18 d'octubre de 2003   | Needville            | Needville                |
| 353835 | 2012 UV135             | 19 de setembre de 2001 | Apache Point         | Sloan Digital Sky Survey |
| 353836 | 2012 UV147             | 14 de desembre de 2003 | Kitt Peak            | Spacewatch               |
| 353837 | 2012 UP150             | 13 de març de 2005     | Kitt Peak            | Spacewatch               |
| 353838 | 2012 UE167             | 19 de novembre de 2000 | Socorro              | LINEAR                   |
| 353839 | 2012 VV16              | 2 de desembre de 2004  | Palomar              | NEAT                     |
| 353840 | 2012 VX16              | 7 de març de 2003      | Apache Point         | Sloan Digital Sky Survey |
| 353841 | 2012 VF17              | 10 de desembre de 2004 | Kitt Peak            | Spacewatch               |
| 353842 | 2012 VO19              | 19 de novembre de 2003 | Kitt Peak            | Spacewatch               |
| 353843 | 2012 VD35              | 19 de setembre de 2006 | Catalina             | CSS                      |
| 353844 | 2012 VM35              | 2 de febrer de 2009    | Mount Lemmon         | Mt. Lemmon Survey        |
| 353845 | 2012 VU37              | 19 d'octubre de 2006   | Catalina             | CSS                      |
| 353846 | 2012 VF39              | 21 de novembre de 2003 | Socorro              | LINEAR                   |
| 353847 | 2012 VH40              | 21 d'octubre de 2003   | Palomar              | NEAT                     |
| 353848 | 2012 VN42              | 23 de gener de 2006    | Kitt Peak            | Spacewatch               |
| 353849 | 2012 VZ42              | 17 de febrer de 2010   | Kitt Peak            | Spacewatch               |
| 353850 | 2012 VE45              | 14 de gener de 2002    | Kitt Peak            | Spacewatch               |
| 353851 | 2012 VS51              | 3 de març de 2009      | Mount Lemmon         | Mt. Lemmon Survey        |
| 353852 | 2012 VE52              | 20 de desembre de 1995 | Kitt Peak            | Spacewatch               |
| 353853 | 2012 VV78              | 14 de novembre de 2007 | Mount Lemmon         | Mt. Lemmon Survey        |
| 353854 | 2012 VS85              | 10 de març de 2007     | Kitt Peak            | Spacewatch               |
| 353855 | 2012 VP90              | 6 d'octubre de 2008    | Kitt Peak            | Spacewatch               |
| 353856 | 2012 VX90              | 19 de novembre de 2003 | Kitt Peak            | Spacewatch               |
| 353857 | 2012 VP92              | 2 d'octubre de 2003    | Kitt Peak            | Spacewatch               |
| 353858 | 2012 VE93              | 7 d'octubre de 2005    | Mount Lemmon         | Mt. Lemmon Survey        |
| 353859 | 2012 VN93              | 30 de gener de 2009    | Catalina             | CSS                      |
| 353860 | 2012 VU93              | 7 de desembre de 2005  | Kitt Peak            | Spacewatch               |
| 353861 | 2012 VV96              | 28 de gener de 2010    | WISE                 | WISE                     |
| 353862 | 2012 VV97              | 15 d'agost de 2006     | Siding Spring        | Siding Spring Survey     |
| 353863 | 2012 VP98              | 25 de maig de 2006     | Mount Lemmon         | Mt. Lemmon Survey        |
| 353864 | 2012 VF103             | 19 d'octubre de 2006   | Catalina             | CSS                      |
| 353865 | 2012 VL104             | 9 de novembre de 2007  | Kitt Peak            | Spacewatch               |
| 353866 | 2012 WN2               | 13 d'octubre de 2001   | Kitt Peak            | Spacewatch               |
| 353867 | 2012 WE3               | 11 de novembre de 2004 | Kitt Peak            | Spacewatch               |
| 353868 | 2012 WG5               | 12 de setembre de 2001 | Kitt Peak            | Spacewatch               |
| 353869 | 2012 WE8               | 7 de juny de 2006      | Siding Spring        | Siding Spring Survey     |
| 353870 | 2012 WJ9               | 9 de febrer de 2003    | Haleakala            | NEAT                     |
| 353871 | 2012 WO9               | 18 de novembre de 2001 | Apache Point         | Sloan Digital Sky Survey |
| 353872 | 2012 WY14              | 21 de setembre de 2006 | Anderson Mesa        | LONEOS                   |
| 353873 | 2012 WF15              | 29 d'octubre de 2003   | Kitt Peak            | Spacewatch               |
| 353874 | 2012 WX15              | 14 de novembre de 2007 | Kitt Peak            | Spacewatch               |
| 353875 | 2012 WC17              | 13 de gener de 2003    | Socorro              | LINEAR                   |
| 353876 | 2012 WV21              | 28 de febrer de 2006   | Mount Lemmon         | Mt. Lemmon Survey        |
| 353877 | 2012 WD24              | 14 d'octubre de 2001   | Apache Point         | Sloan Digital Sky Survey |
| 353878 | 2012 WM24              | 20 d'octubre de 2003   | Kitt Peak            | Spacewatch               |
| 353879 | 2012 WF28              | 19 de setembre de 1995 | Kitt Peak            | Spacewatch               |
| 353880 | 2012 WF33              | 21 d'abril de 2006     | Kitt Peak            | Spacewatch               |
| 353881 | 2012 WX34              | 16 d'octubre de 2006   | Catalina             | CSS                      |
| 353882 | 2012 XX2               | 30 de novembre de 2005 | Kitt Peak            | Spacewatch               |
| 353883 | 2012 XH4               | 23 de maig de 2003     | Kitt Peak            | Spacewatch               |
| 353884 | 2012 XP4               | 2 de setembre de 2002  | Kitt Peak            | Spacewatch               |
| 353885 | 2012 XC8               | 7 de maig de 2010      | Mount Lemmon         | Mt. Lemmon Survey        |
| 353886 | 2012 XY9               | 31 de desembre de 2002 | Socorro              | LINEAR                   |
| 353887 | 2012 XD14              | 11 de setembre de 2007 | Mount Lemmon         | Mt. Lemmon Survey        |
| 353888 | 2012 XF16              | 21 de novembre de 2008 | Kitt Peak            | Spacewatch               |
| 353889 | 2012 XJ17              | 18 de desembre de 2001 | Socorro              | LINEAR                   |
| 353890 | 2012 XF29              | 27 de gener de 2004    | Kitt Peak            | Spacewatch               |
| 353891 | 2012 XX33              | 30 de desembre de 2007 | Kitt Peak            | Spacewatch               |
| 353892 | 2012 XA35              | 19 de març de 2009     | Catalina             | CSS                      |
| 353893 | 2012 XK37              | 14 de desembre de 2007 | Mount Lemmon         | Mt. Lemmon Survey        |
| 353894 | 2012 XV37              | 19 de novembre de 2001 | Socorro              | LINEAR                   |
| 353895 | 2012 XQ38              | 8 de maig de 2005      | Mount Lemmon         | Mt. Lemmon Survey        |
| 353896 | 2012 XM39              | 14 d'octubre de 2001   | Kitt Peak            | Spacewatch               |
| 353897 | 2012 XP41              | 4 de desembre de 2002  | Kitt Peak            | M. W. Buie               |
| 353898 | 2012 XU46              | 30 d'agost de 2005     | Palomar              | NEAT                     |
| 353899 | 2012 XB48              | 18 de desembre de 2001 | Socorro              | LINEAR                   |
| 353900 | 2012 XE53              | 28 de desembre de 2007 | Kitt Peak            | Spacewatch               |

## 353901-354000
| Nom    | Designació provisional | Data de descobriment   | Lloc de descobriment | Descobridor/s                                          |
| ------ | ---------------------- | ---------------------- | -------------------- | ------------------------------------------------------ |
| 353901 | 2012 XJ53              | 25 de desembre de 1998 | Kitt Peak            | Spacewatch                                             |
| 353902 | 2012 XM53              | 23 de juny de 2007     | Kitt Peak            | Spacewatch                                             |
| 353903 | 2012 XN58              | 30 d'agost de 2011     | Haleakala            | Pan-STARRS 1                                           |
| 353904 | 2012 XJ67              | 13 de gener de 2002    | Socorro              | LINEAR                                                 |
| 353905 | 2012 XT76              | 2 de febrer de 2005    | Kitt Peak            | Spacewatch                                             |
| 353906 | 2012 XY84              | 21 d'agost de 2006     | Kitt Peak            | Spacewatch                                             |
| 353907 | 2012 XP104             | 4 de febrer de 2009    | Mount Lemmon         | Mt. Lemmon Survey                                      |
| 353908 | 2012 XR105             | 17 d'abril de 2005     | Kitt Peak            | Spacewatch                                             |
| 353909 | 2012 XB110             | 30 de novembre de 2005 | Kitt Peak            | Spacewatch                                             |
| 353910 | 2012 XH116             | 23 de setembre de 2005 | Kitt Peak            | Spacewatch                                             |
| 353911 | 2012 XQ116             | 20 de novembre de 2000 | Socorro              | LINEAR                                                 |
| 353912 | 2012 XL118             | 11 d'abril de 1996     | Kitt Peak            | Spacewatch                                             |
| 353913 | 2012 XY120             | 11 d'octubre de 2001   | Socorro              | LINEAR                                                 |
| 353914 | 2012 XG122             | 10 d'octubre de 2002   | Apache Point         | Sloan Digital Sky Survey                               |
| 353915 | 2012 XN125             | 27 de febrer de 2006   | Kitt Peak            | Spacewatch                                             |
| 353916 | 2012 XL133             | 15 de gener de 2005    | Kitt Peak            | Spacewatch                                             |
| 353917 | 2012 XP135             | 12 de desembre de 1996 | Kitt Peak            | Spacewatch                                             |
| 353918 | 2012 XL139             | 21 de juny de 2007     | Mount Lemmon         | Mt. Lemmon Survey                                      |
| 353919 | 2012 XQ144             | 10 de gener de 2002    | Palomar              | NEAT                                                   |
| 353920 | 2012 XL146             | 20 de setembre de 1995 | Kitt Peak            | Spacewatch                                             |
| 353921 | 2012 XW147             | 20 de febrer de 2006   | Catalina             | CSS                                                    |
| 353922 | 2012 XN149             | 18 de novembre de 2007 | Mount Lemmon         | Mt. Lemmon Survey                                      |
| 353923 | 4531 P-L               | 24 de setembre de 1960 | Palomar              | C. J. van Houten, I. van Houten-Groeneveld, T. Gehrels |
| 353924 | 6756 P-L               | 24 de setembre de 1960 | Palomar              | C. J. van Houten, I. van Houten-Groeneveld, T. Gehrels |
| 353925 | 1199 T-2               | 29 de setembre de 1973 | Palomar              | C. J. van Houten, I. van Houten-Groeneveld, T. Gehrels |
| 353926 | 1101 T-3               | 17 d'octubre de 1977   | Palomar              | C. J. van Houten, I. van Houten-Groeneveld, T. Gehrels |
| 353927 | 1992 ED2               | 5 de març de 1992      | Kitt Peak            | Spacewatch                                             |
| 353928 | 1995 DW5               | 23 de febrer de 1995   | Kitt Peak            | Spacewatch                                             |
| 353929 | 1995 FZ10              | 27 de març de 1995     | Kitt Peak            | Spacewatch                                             |
| 353930 | 1995 OX17              | 27 de juliol de 1995   | Kitt Peak            | Spacewatch                                             |
| 353931 | 1995 QL4               | 20 d'agost de 1995     | Kitt Peak            | Spacewatch                                             |
| 353932 | 1995 WZ13              | 16 de novembre de 1995 | Kitt Peak            | Spacewatch                                             |
| 353933 | 1995 WM19              | 17 de novembre de 1995 | Kitt Peak            | Spacewatch                                             |
| 353934 | 1995 WB36              | 21 de novembre de 1995 | Kitt Peak            | Spacewatch                                             |
| 353935 | 1996 RB3               | 14 de setembre de 1996 | Haleakala            | NEAT                                                   |
| 353936 | 1997 EJ29              | 2 de març de 1997      | Kitt Peak            | Spacewatch                                             |
| 353937 | 1997 SO14              | 28 de setembre de 1997 | Kitt Peak            | Spacewatch                                             |
| 353938 | 1998 QR15              | 23 d'agost de 1998     | Socorro              | LINEAR                                                 |
| 353939 | 1998 QH61              | 23 d'agost de 1998     | Anderson Mesa        | LONEOS                                                 |
| 353940 | 1998 QG85              | 24 d'agost de 1998     | Socorro              | LINEAR                                                 |
| 353941 | 1998 SD40              | 24 de setembre de 1998 | Kitt Peak            | Spacewatch                                             |
| 353942 | 1998 SR176             | 22 de setembre de 1998 | Anderson Mesa        | LONEOS                                                 |
| 353943 | 1998 TU29              | 15 d'octubre de 1998   | Catalina             | CSS                                                    |
| 353944 | 1998 XO6               | 8 de desembre de 1998  | Kitt Peak            | Spacewatch                                             |
| 353945 | 1998 YH14              | 20 de desembre de 1998 | Kitt Peak            | Spacewatch                                             |
| 353946 | 1999 AQ28              | 22 de desembre de 1998 | Kitt Peak            | Spacewatch                                             |
| 353947 | 1999 CT8               | 9 de febrer de 1999    | Socorro              | LINEAR                                                 |
| 353948 | 1999 FH5               | 18 de març de 1999     | Kitt Peak            | Spacewatch                                             |
| 353949 | 1999 FL93              | 21 de març de 1999     | Apache Point         | Sloan Digital Sky Survey                               |
| 353950 | 1999 RP30              | 8 de setembre de 1999  | Socorro              | LINEAR                                                 |
| 353951 | 1999 RE39              | 6 de setembre de 1999  | Catalina             | CSS                                                    |
| 353952 | 1999 RL84              | 7 de setembre de 1999  | Socorro              | LINEAR                                                 |
| 353953 | 1999 SC21              | 30 de setembre de 1999 | Kitt Peak            | Spacewatch                                             |
| 353954 | 1999 TH73              | 10 d'octubre de 1999   | Kitt Peak            | Spacewatch                                             |
| 353955 | 1999 TG87              | 15 d'octubre de 1999   | Kitt Peak            | Spacewatch                                             |
| 353956 | 1999 TQ232             | 5 d'octubre de 1999    | Catalina             | CSS                                                    |
| 353957 | 1999 TE264             | 15 d'octubre de 1999   | Kitt Peak            | Spacewatch                                             |
| 353958 | 1999 TF304             | 4 d'octubre de 1999    | Kitt Peak            | Spacewatch                                             |
| 353959 | 1999 UC23              | 31 d'octubre de 1999   | Kitt Peak            | Spacewatch                                             |
| 353960 | 1999 UG40              | 16 d'octubre de 1999   | Socorro              | LINEAR                                                 |
| 353961 | 1999 VD71              | 4 de novembre de 1999  | Socorro              | LINEAR                                                 |
| 353962 | 1999 VB89              | 4 de novembre de 1999  | Socorro              | LINEAR                                                 |
| 353963 | 1999 VG95              | 4 d'octubre de 1999    | Catalina             | CSS                                                    |
| 353964 | 1999 VY152             | 10 de novembre de 1999 | Kitt Peak            | Spacewatch                                             |
| 353965 | 1999 WU5               | 29 de novembre de 1999 | Kitt Peak            | Spacewatch                                             |
| 353966 | 1999 XO41              | 7 de desembre de 1999  | Socorro              | LINEAR                                                 |
| 353967 | 1999 XM136             | 12 de desembre de 1999 | Catalina             | CSS                                                    |
| 353968 | 1999 XP227             | 15 de desembre de 1999 | Kitt Peak            | Spacewatch                                             |
| 353969 | 1999 XG244             | 3 de desembre de 1999  | Kitt Peak            | Spacewatch                                             |
| 353970 | 1999 YT17              | 28 de desembre de 1999 | Socorro              | LINEAR                                                 |
| 353971 | 2000 AE210             | 5 de gener de 2000     | Kitt Peak            | Spacewatch                                             |
| 353972 | 2000 AD218             | 8 de gener de 2000     | Kitt Peak            | Spacewatch                                             |
| 353973 | 2000 BS39              | 27 de gener de 2000    | Kitt Peak            | Spacewatch                                             |
| 353974 | 2000 CY2               | 2 de febrer de 2000    | Socorro              | LINEAR                                                 |
| 353975 | 2000 CY58              | 6 de febrer de 2000    | Socorro              | LINEAR                                                 |
| 353976 | 2000 CU107             | 5 de febrer de 2000    | Kitt Peak            | M. W. Buie                                             |
| 353977 | 2000 CC142             | 3 de febrer de 2000    | Kitt Peak            | Spacewatch                                             |
| 353978 | 2000 DJ32              | 29 de febrer de 2000   | Socorro              | LINEAR                                                 |
| 353979 | 2000 DH97              | 29 de febrer de 2000   | Socorro              | LINEAR                                                 |
| 353980 | 2000 EB1               | 3 de març de 2000      | Socorro              | LINEAR                                                 |
| 353981 | 2000 ER9               | 3 de març de 2000      | Socorro              | LINEAR                                                 |
| 353982 | 2000 EZ13              | 2 de març de 2000      | Catalina             | CSS                                                    |
| 353983 | 2000 GM43              | 5 d'abril de 2000      | Socorro              | LINEAR                                                 |
| 353984 | 2000 GN84              | 3 d'abril de 2000      | Socorro              | LINEAR                                                 |
| 353985 | 2000 JW60              | 7 de maig de 2000      | Socorro              | LINEAR                                                 |
| 353986 | 2000 LV1               | 4 de juny de 2000      | Socorro              | LINEAR                                                 |
| 353987 | 2000 OQ19              | 30 de juliol de 2000   | Socorro              | LINEAR                                                 |
| 353988 | 2000 QD115             | 25 d'agost de 2000     | Socorro              | LINEAR                                                 |
| 353989 | 2000 QJ238             | 25 d'agost de 2000     | Cerro Tololo         | M. W. Buie                                             |
| 353990 | 2000 QB245             | 25 d'agost de 2000     | Cerro Tololo         | M. W. Buie                                             |
| 353991 | 2000 RL19              | 1 de setembre de 2000  | Socorro              | LINEAR                                                 |
| 353992 | 2000 RJ59              | 7 de setembre de 2000  | Kitt Peak            | Spacewatch                                             |
| 353993 | 2000 SU18              | 23 de setembre de 2000 | Socorro              | LINEAR                                                 |
| 353994 | 2000 SL56              | 24 de setembre de 2000 | Socorro              | LINEAR                                                 |
| 353995 | 2000 SG70              | 4 de setembre de 2000  | Anderson Mesa        | LONEOS                                                 |
| 353996 | 2000 SB106             | 24 de setembre de 2000 | Socorro              | LINEAR                                                 |
| 353997 | 2000 SA184             | 20 de setembre de 2000 | Haleakala            | NEAT                                                   |
| 353998 | 2000 SJ210             | 25 de setembre de 2000 | Socorro              | LINEAR                                                 |
| 353999 | 2000 SZ256             | 24 de setembre de 2000 | Socorro              | LINEAR                                                 |
| 354000 | 2000 SS329             | 27 de setembre de 2000 | Kitt Peak            | Spacewatch                                             |